# Pterosauria
Gli pterosauri (il cui nome significa "lucertole alate") sono un ordine estinto di rettili volanti, vissuti durante l'intero Mesozoico, dal Triassico superiore alla fine del Cretaceo, circa 230-65 milioni di anni fa (Norico-Maastrichtiano). Gli pterosauri furono i primi vertebrati conosciuti per essere adatti al volo battente. Le ali degli pterosauri erano formate da una membrana di pelle, muscoli e altri tessuti che si estendeva dalle caviglie al quarto dito della mano, che era notevolmente allungato, irrigidito e resistente. Le primissime specie avevano lunghe mascelle armate di denti e lunghe code rigide, mentre altre forme avevano un becco sdentato e la coda notevolmente ridotta per favorire un maggiore controllo del volo. Tutti gli pterosauri erano ricoperti da uno strato di peluria costituira da picnofibre che coprivano i loro corpi e parte delle loro ali. Gli pterosauri avevano dimensioni variabili, dai piccolissimi anurognathidi ai più grandi animali volanti a noi noti, tra cui Arambourgiania, Quetzalcoatlus e Hatzegopteryx.
Nei media gli pterosauri sono spesso indicati al grande pubblico come "dinosauri volanti", ma questo è scientificamente scorretto. Il termine "dinosauro" è limitato ai rettili che discendono dall'ultimo antenato comune dei gruppi di Saurischia (il clado di dinosauri, che comprende gli uccelli) ed Ornitischia, e il corrente consenso scientifico è che questo gruppo esclude gli pterosauri, così come i vari gruppi di rettili marini estinti, come gli ittiosauri, i plesiosauri e i mosasauri. Tuttavia, come i dinosauri, e a differenza di questi altri rettili, gli pterosauri sono più strettamente legati agli uccelli rispetto ai coccodrilli o qualsiasi altro rettile vivente. Spesso inoltre gli pterosauri vengono citati come "pterodattili", in particolare nelle fiction e dai giornali. In realtà, il termine "pterodattilo" si riferisce solo ai membri del genere Pterodactylus, e più in generale ai membri del sottordine degli pterosauri pterodactyloidi.

## Descrizione
L'anatomia degli pterosauri era molto diversa da quella dei loro antenati rettili, per sostenere il volo. Come gli uccelli, gli pterosauri avevano ossa cave in modo da risultare più leggeri. Sullo sterno avevano una chiglia sviluppata per l'ancoraggio dei forti muscoli del volo, mentre il cervello era ampliato mostrando varie caratteristiche specializzate associate al volo. In alcuni pterosauri la spina dorsale all'altezza delle spalle era fusa in una struttura nota come notarium, che serviva per irrigidire il busto durante il volo e fornire un supporto stabile alla scapola.

### Ali

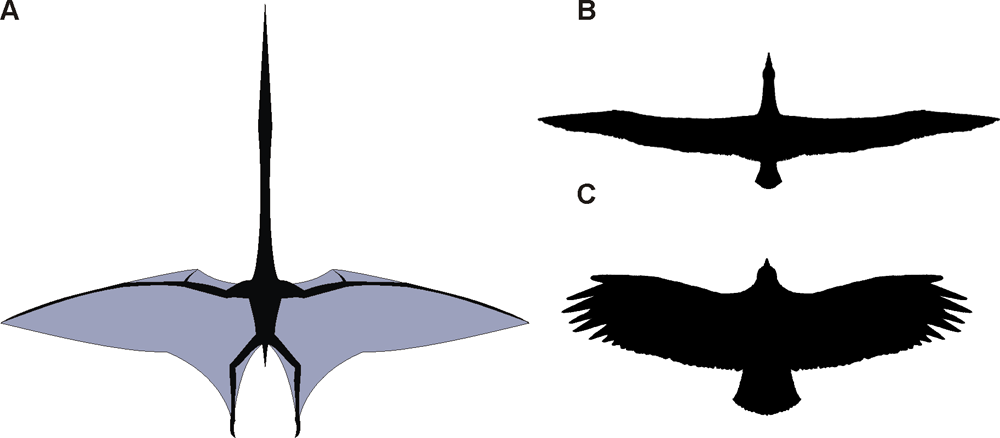
Ricostruzione della sagoma alare di Quetzalcoatlus northropi (A) a confronto con i moderni albatro urlatore (B) e condor andino (C). I tre animali qui rappresentati non sono in scala; l'apertura alare di Q. northropi, il più grande animale volante conosciuto, era tre volte più larga di quella dell'albatro urlatore

Le ali degli pterosauri erano formate da una membrana di pelle e altri tessuti, primariamente attaccata al lunghissimo quarto dito di ogni braccio ed estese lungo i lati del corpo fino alle caviglie.
Storicamente, si pensava che la membrana che componeva le ali degli pterosauri fosse semplice pelle coriacea, tuttavia successive ricerche hanno dimostrato che la membrana alare degli pterosauri era una struttura molto complessa e dinamica adatta ad uno stile di volo attivo. Le ali esterne (dalla punta al gomito) erano rafforzate da fibre ravvicinate chiamate actinofibrils. Le actinofibrils stesse consistevano di tre strati fibrosi distinti nell'ala che formavano una struttura Crisscross, ossia una sovrapposizione degli uni sugli altri in modo tale che le fibre risultassero incrociate. La funzione delle actinofibrils è nota, così come il materiale di cui erano formate. Per la loro composizione strutturale (cheratina, muscoli, elementi elastici, etc.), esse erano molto rigide e rafforzavano la parte esterna dell'ala. La membrana alare conteneva anche un sottile strato di muscoli ed un unico e complesso sistema circolatorio del sangue.
Come evidenziato dalle cavità nelle ossa delle ali delle specie più grandi e dei tessuti molli conservati in almeno un esemplare, gli pterosauri più grandi possedevano un complesso sistema di sacche d'aria respiratorie nella stessa membrana alare.

### Parti dell'ala
La membrana dell'ala degli pterosauri era divisa in tre unità di base. La prima, chiamata propatagio ("prima membrana"), era la parte anteriore e maggiore dell'ala ed era attaccata tra il polso e la spalla, creando un "bordo d'attacco" durante il volo. Questa membrana era incorporata tra le prime tre dita della mano, come evidenziato in alcuni esemplari. Il brachiopatagio ("membrana del braccio") era il componente primario dell'ala, che si estendeva dal quarto dito fortemente allungato della mano fino agli arti posteriori (anche se il preciso punto di attacco agli arti posteriori è ancora dibattuto e, forse, poteva variare da specie a specie). Infine, almeno alcuni gruppi di pterosauri avevano una membrana che si estendeva tra le gambe, eventualmente collegata o incorporata con la coda, chiamata uropatagio; la portata di questa membrana non è certa, e alcuni studi sul Sordes sembrano suggerire che questa membrana collegasse semplicemente le gambe, ma incorporavano la coda (rendendolo un cruropatagio). Tuttavia, è generalmente accettato che gli pterosauri non-pterodactyloidi avessero un uro/cruropatagio molto più ampio, mentre gli pterodactyloidi avevano solo una semplice membrana che correva tra le gambe.
Un osso unico tra gli pterosauri era lo pteroide, un osso collegato al polso che contribuiva a sostenere il propatagio, la membrana tra il carpale e la spalla. Le prove tra la tessitura tra le tre dita libere dell'arto anteriore degli pterosauri suggeriscono che questa membrana poteva essere molto più ampia, rispetto alla semplice connessione con lo pteroide e la spalla come tradizionalmente raffigurato nelle ricostruzioni. La posizione dell'osso pteroide stesso è tuttora controversa. Alcuni scienziati, in particolare Matthew Wilkinson, sostengono che lo pteroide fosse puntato in avanti, estendendo la membrana in quella direzione. Tuttavia, questa ipotesi è stata contraddetta in un documento del 2007, di Chris Bennett, che ha mostrato che lo pteroide non poteva articolare come si pensava in precedenza e non avrebbe potuto puntare in avanti, ma piuttosto verso l'interno del corpo, come raffigurato tradizionalmente. Peters (2009) ha proposto che lo pteroide articolava con la "sella" del radiale (syncarpale prossimale) e sia lo pteroide sia il carpale pre-assiale erano posizionati centralmente. Questa ipotesi anatomica è stata confermata da alcuni esemplari fossili di Changchengopterus pani e Darwinopterus linglongtaensis, i quali mostrano entrambi uno pteroide in articolazione syncarpale prossimale.
Il polso degli pterosauri era costituito da due carpali interni (prossimali) e quattro carpali esterni (distali), escluso l'osso pteroide, che potrebbe rappresentare un carpale distale modificato. Negli esemplari adulti, i carpali prossimali sono fusi insieme in un "syncarpale", mentre tre dei carpali distali sono fusi a formare un syncarpale distale. Il carpale distale restante, indicato qui come carpale mediale, ma che è anche chiamato carpale laterale, o pre-assiale distale, articola su una sfaccettatura verticalmente allungata biconvesse sulla superficie anteriore del syncarpale distale. Il carpale mediale possiede una profonda fovea concava che si apre anteriormente, entro il quale articola lo pteroide.
Vi è tuttora una notevole discussione tra i paleontologi sul luogo esatto in cui il brachiopatagio si ancorasse al corpo. I fossili del rhamphorhynchoide Sordes, dell'anurognathide Jeholopterus e degli pterodactyloidi dalla Formazione Santana sembrano dimostrare che la membrana alare si collegava agli arti posteriori, almeno in alcune specie. Tuttavia, i moderni pipistrelli e scoiattoli volanti mostrano considerevoli variazioni nella portata delle loro membrane alari ed è possibile che, come questi gruppi, diverse specie di pterosauro avessero diverse forme alari. Infatti, l'analisi delle proporzioni degli arti posteriori degli pterosauri dimostra che non vi era una notevole variazione, forse riflettendo una varietà di forme alari.
Molti pterosauri, se non tutti, avevano anche i piedi palmati.

### Cranio, denti e creste

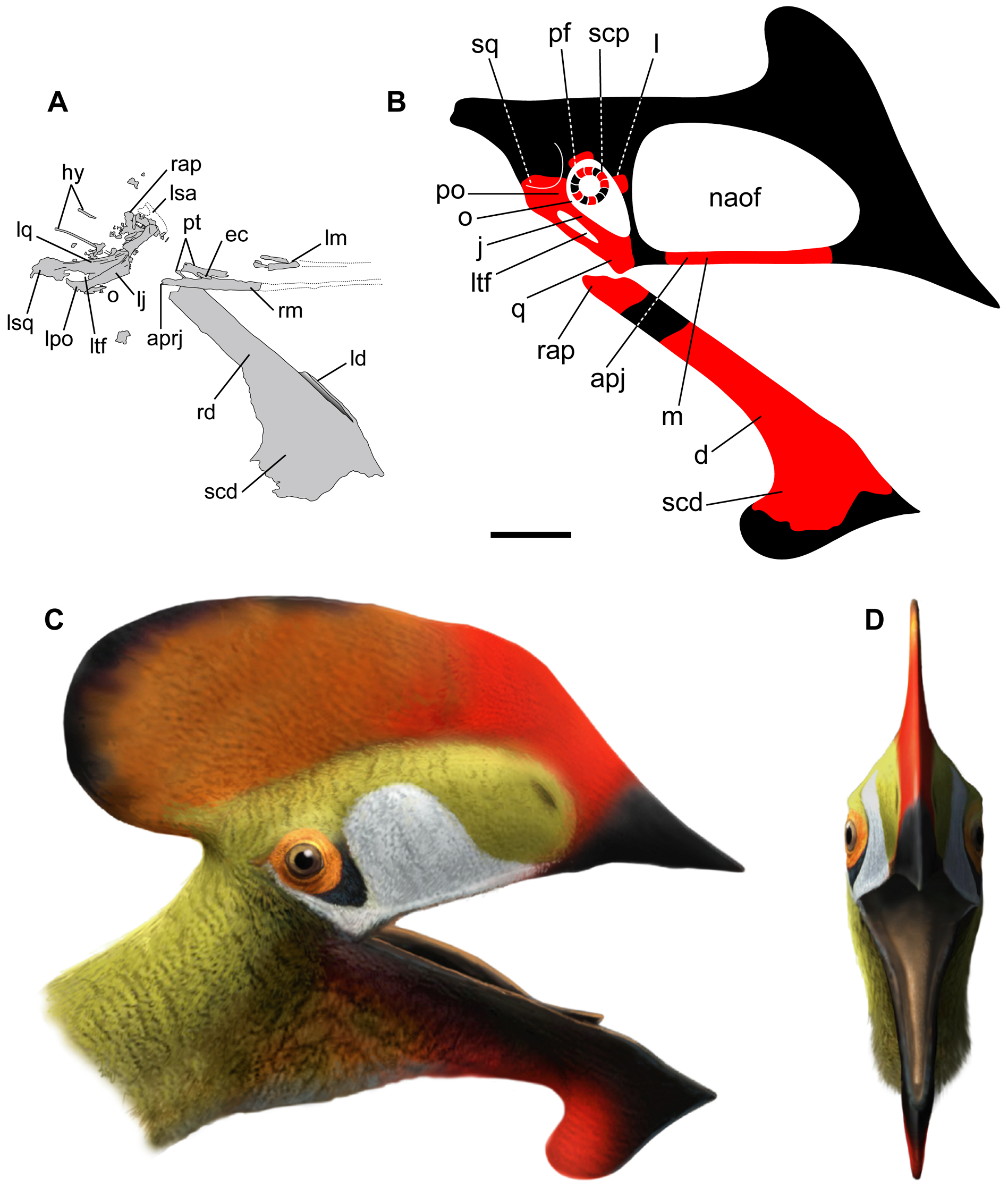
Illustrazione e ricostruzione del cranio di Europejara olcadesorum

La maggior parte dei crani degli pterosauri aveva mascelle allungate con una serie completa di denti aghiformi. In alcuni casi, si hanno ritrovamenti di tessuto cheratinoso fossilizzato conservato sui becchi, anche se negli esemplari dotati di denti, in cui il becco era piccolo e limitato alle punte delle mascelle e non coinvolgeva i denti. Alcune forme erano dotate di un becco senza denti, come ad esempio gli pteranodontidi, tapejaridi e azhdarchidi, e avevano un becco grande e ampio, simile a quello degli uccelli.
Diversamente dalla maggior parte degli arcosauri, il naso e le aperture antorbitali degli pterosauri pterodactyloidi erano fuse in un'unica grande apertura, chiamata Fenestra nasoantorbitale. Questa caratteristica probabilmente si evolse per alleggerire il cranio durante il volo.
Alcune specie di pterosauri presentano creste elegantemente elaborate. Il primo e probabilmente più noto pterosauro crestato è lo Pteranodon, dotato di una lunga cresta rivolta all'indietro, mentre altri pterosauri, come i tapejaridi e il Nyctosaurus, sfoggiavano creste esageratamente grandi e complesse che spesso incorporavano anche estensioni di tessuti molli cheratinosi, rendendo la struttura ancora più grande. Nel 1927 Ferdinand Broili scoprì i follicoli piliferi nella pelle dello pterosauro e la paleoneurologa Tilly Edinger determinò che il cervello degli pterosauri somigliava più a quello degli uccelli che a quelli dei moderni rettili a sangue freddo.
Dal 1990, nuove scoperte e studi più approfonditi sui vecchi campioni hanno mostrato che le creste craniche erano molto più diffuse tra gli pterosauri di quanto si ritenesse in precedenza, cosa dovuta principalmente al fatto che queste creste erano estese o costituite completamente di cheratina, che non si fossilizza facilmente come le ossa. Nel caso di pterosauri come Pterorhynchus e Pterodactylus, la reale struttura di queste creste è stata scoperta solo grazie alla fotografia ad ultravioletti. Le scoperte di Pterorynchus e Austriadactylus, entrambi "rhamphorhynchoidi crestati", hanno dimostrato che anche gli pterosauri più primitivi avevano creste craniche (in precedenza, si pensava che le creste fossero limitate ai soli pterodactyloidi).

### Picnofibre

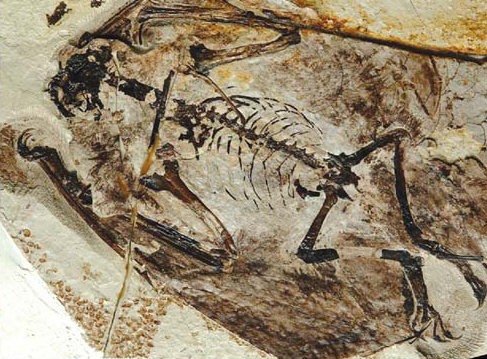
Fossile di Jeholopterus, mostrante le impressioni di picnofibre sul corpo

Almeno alcuni pterosauri avevano il corpo ricoperto da filamenti simili a capelli conosciuti come picnofibre sulla testa e sul corpo, simili per struttura, ma non omologhi (struttura comune) ai peli dei mammiferi. Il primo tegumento fossilizzato con picnofibre fu individuato in un esemplare di Scaphognathus, nel 1831, da Goldfuss. Grazie ai recenti ritrovamenti e alle nuove tecnologie per l'istologia e l'esame agli ultravioletti sui campioni di pterosauri, si ha la prova incontrovertibile che gli pterosauri erano coperti di picnofibre. Le picnofibre non erano veri e propri capelli come nei mammiferi, ma una struttura unica che sviluppò un aspetto simile. Anche se, in alcuni casi, gli actinofibrili (fibre strutturali interne) nella membrana alare sono stati scambiati per picnofibre o veri capelli, alcuni fossili, come quelli di Sordes pilosus (che si traduce appunto come "demone peloso") e di Jeholopterus, mostrano le inconfondibili impronte di picnofibre su testa e corpo. Tuttavia tale rivestimento pare non coprisse le mascelle degli animali.

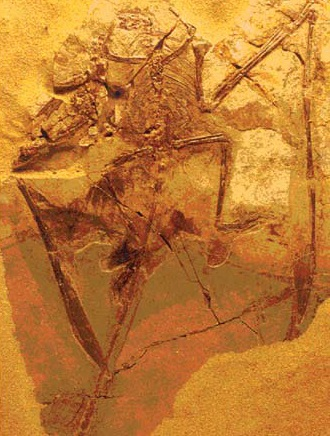
Fossile di Sordes, mostrante le impressioni di picnofibre sul corpo (in scuro) e le varie membrane alari

Le picnofibre degli pterosauri sono strutturalmente più simile alle proto-piume dei teropodi. Le picnofibre erano brevi filamenti flessibili, lunghi "solo 5-7 mm in alcuni esemplari" e piuttosto semplici nella loro struttura, "apparentemente privi di qualsiasi dettaglio interno a parte un canale centrale". I "peli" degli pterosauri sono stati ritrovati "conservati in densi, concentrati intrecci di fibre, simili a quelli trovati nei fossili dei mammiferi" suggerendo una "pelliccia" di spessore paragonabile a quella di molti mammiferi del Mesozoico, almeno sulle parti dello pterosauro coperte da picnofibre. Lo spessore della peluria e la sua superficie variava da specie a specie. Alcuni paleontologi (Czerkas e Ji, 2002) hanno ipotizzato che le picnofibre potessero essere un antecedente di proto-piume, ma le impressioni disponibili originate dai tegumenti degli pterosauri sono diverse da quelle formate dalle "penne" che si trovano negli uccelli e nei maniraptori.
Tuttavia, nel dicembre 2018, Yang et al. descrissero due esemplari di anurognatidi, NJU-57003 e CAGS-Z070, appartenenti rispettivamente a Cascocauda e ad un anurognathide non identificato (forse appartenente al genere Jeholopterus o Dendrorhynchoides) risalenti all'inizio del Giurassico superiore cinese. I due esemplari sono quasi completi e ben conservati. In particolare, il corpo di questi esemplari risulta ricoperto da almeno 4 tipi di strutture tegumentarie: il tipo più semplice di picnofibre, come osservato in altri esemplari di pterosauri, sono filamenti cavi che somigliano superficialmente a capelli o peli. Questo primo tipo è stato ritrovato intorno alla testa, collo, torso e arti, e hanno una lunghezza di 3-13 millimetri. Il secondo tipo di picnofbre possiede anch'esso un filamento centrale cavo assieme a filamenti multipli che si irradiano dall'apice del filamento centrale comune assieme a ciuffi di lunghi filamenti uniti in una base comune, ritrovati su collo, braccia, piedi e coda. Il terzo tipo di picnofibre somiglia al secondo con una lunga setola che si estende dagli altri filamenti. Questo tipo di filamento è stato ritrovato solo intorno alla bocca e potrebbe aver aiutato l'animale a catturare insetti, come le piume presenti in alcuni uccelli insettivori, come i succiacapre. Il quarto tipo di picnofibre è composto da ciuffi morbidi che somigliano al piumino degli uccelli, e sono stati ritrovati sulle ali. Alcuni di questi filamenti mostrano una differenza di colore lungo l'asse centrale, che indica una cavitazione interna del filamento. Gli unici altri animali noti per avere filamenti cavi internamente e filamenti a differenti livelli di complessità sono i dinosauri, in particolare, i filamenti complessi di questi pterosauri sono comparabili ai diversi stadi di piumaggio osservato nei coelurosauri. Pertanto, questa scoperta rafforzerebbe l'ipotesi che i filamenti degli pterosauri siano omologhi ai filamenti dei dinosauri, e che quindi pterosauri e dinosauri siano strettamente imparentati in Ornithodira. Inoltre, la presenza negli pterosauri di piume a differenti gradi di complessità supporta l'idea che le piume, non solo i filamenti semplici, siano un carattere ancestrale di tutti i dinosauri, se non di tutti gli ornithodiri.
In ogni caso, i recenti studi effettuati da Yang et al., hanno incontrato forti opposizioni nella comunità scientifica:
In primo luogo il ricercatore David Unwin, dell'Universita di Leicester (che visionò uno degli pterosauri successivamente esaminati da Yang), ritiene questi studi di problematica interpretazione, poiché non sarebbe stata evinta, sulle membrane alari, la presenza delle actinofibrilis ritrovate in passato su molteplici resti fossili di pterosauro. Unwin ritiene che l'esame al microscopio, basato sulla presenza ed osservazione di strutture cheratinose (la cheratina è componente essenziale tanto delle actinofibrilis che della picnofibra), avrebbe confuso le comuni actinofibrilis con la presunta picnofibra di quarto tipo. Ciò spiegherebbe l'inconsueta mancanza delle actinofibrilis dalle membrane alari dei due Anurognatidi esaminati e ridimensionerebbe, se non eliminerebbe, la presenza delle presunte setole di picnofibra, almeno dalle ali, poiché queste in realtà altro non sarebbero che le stesse Actinofibrilis mancanti. Inoltre, uno dei maggiori studiosi di Pterosauri Christopher Bennett, ritiene errata la scelta di definire le setole ramificate di picnofibra come piume, apparendo queste strutturalmente diverse da quelle presenti da coelurosauri ed uccelli. Infatti queste sarebbero prive del forte albero centrale e piuttosto simili a strutture tegumentarie sfilacciate e con altri tipi di scomposizione, molto sfocate e rudimentali, per questo sarebbe affrettato ipotizzare una chiara relazione filogenetica tra queste nuove picnofibre ritrovate e le strutture tegumentarie di proto-piume proprie di uccelli ed alcuni dinosauri teropodi. La presenza di picnofibre (e le esigenze di volo) implica che gli pterosauri fossero endotermici, ovvero animali a sangue caldo. L'assenza di picnofibre sulle ali degli pterosauri suggerisce che la "pelliccia" non avesse una funzione aerodinamica, sostenendo l'idea che le picnofibre si evolsero per aiutare la termoregolazione degli pterosauri, come è comune in tutti gli animali a sangue caldo, poiché l'isolamento è necessario per conservare il calore generato da un metabolismo endotermico. I "peli" degli pterosauri erano così, ovviamente, distinti dalla pelliccia dei mammiferi e da altri tegumenti degli animali, che fu necessario un nuovo nome per indicarli. Il termine "picnofibre", che significa "denso filamento", è stato coniato in un documento sulle impressioni dei tessuti molli di Jeholopterus, dal paleontologo Alexander WA Kellner e colleghi, nel 2009. La ricerca nel codice genetico sugli embrioni di alligatore, suggerisce che le picnofibre degli pterosauri, gli osteodermi dei coccodrilli e le piume aviarie sono evolutivamente omologhi, basandosi sulla costruzione della loro beta-cheratina.

### Colorazione
Per lungo tempo la colorazione degli pterosauri, come quella dei dinosauri è stato oggetto di speculazione. Tuttavia, con la scoperta di nuovi esemplari fossili eccezionalmente ben preservati, ed alle nuove tecnologie impiegate nella paleontologia, possiamo definire la colorazione di alcuni generi, analizzando le tracce di melanosomi conservata nelle impronte delle picnofibre, e confrontandone la forma con i melanosomi trovati negli uccelli e rettili moderni, stabilire che colore rappresentassero. In un esemplare di Tupandactylus è stato possibile determinare la presenza melanosomi, dimostrando la presenza di eumelanina (generalmente associata ad una colorazione rossastra) sulla parte cheratinosa della cresta dell'animale, mentre le picnofibre che corrono lungo la parte anteriore della cresta sono state identificate come nere. Un esemplare fossile ancora non descritto, riferito a Jianchangnathus suggerisce che il colore delle sue picnofibre fosse marrone. I due esemplari di anurognathidi precedentemente citati (forse appartenenti al genere Jeholopterus o Dendrorhynchoides) conservano all'interno dei filamenti dei melanosomi, insieme ad un pigmento chiamato feomelanina, che avrebbe dato alle picnofibre dell'animale un colore marrone-rossastro.

## Storia della scoperta

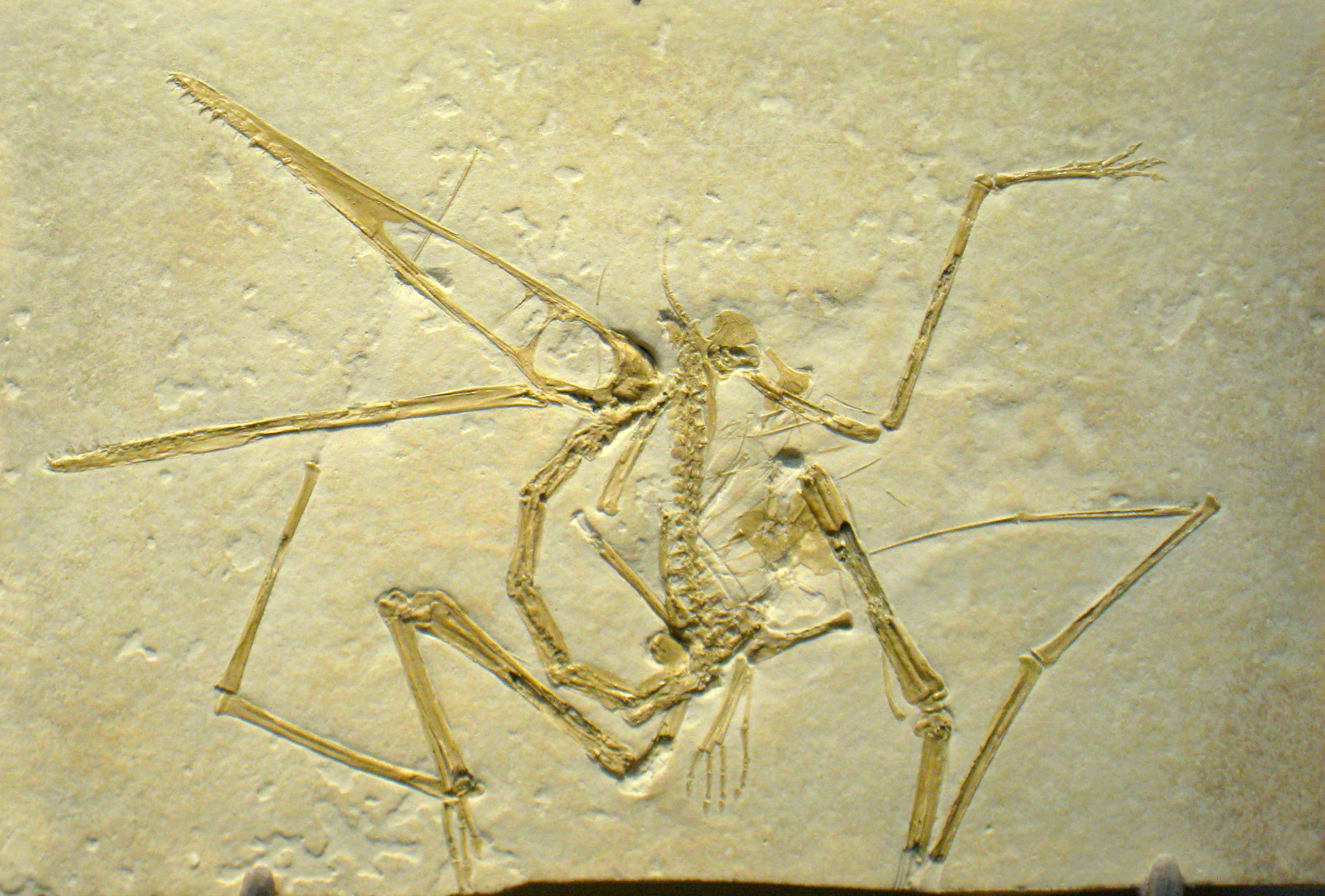
Fossile dell'olotipo di Pterodactylus antiquus, il primo fossile di pterosauro ritrovato, esemplare da Egid Verhelst II, 1784

Il primissimo fossile di pterosauro fu descritto dal naturalista italiano Cosimo Alessandro Collini, nel 1784. Collini male interpretò l'esemplare supponendo che l'animale in questione fosse marino, e che le lunghe ali fossero in realtà delle pinne.
Alcuni scienziati hanno continuato a sostenere l'interpretazione acquatica anche fino al 1830, quando lo zoologo tedesco Johann Georg Wagler suggerì che lo Pterodactylus usasse le sue estremità come ali. Georges Cuvier proclamò gli pterosauri creature volanti solo nel 1801, e coniò il nome "Ptero-dactyle" nel 1809, per il campione recuperato in Germania. Tuttavia, a causa della standardizzazione dei nomi scientifici, il nome ufficiale di questo genere diventò Pterodactylus, anche se il nome "pterodattilo" ha continuato ad essere comunemente ed erroneamente applicato a tutti i membri di Pterosauria. I paleontologi oggi evitano l'uso della parola "pterodattilo" e preferiscono il termine "pterosauro". Essi relegano il termine "pterodattilo" specificamente ai membri del genere Pterodactylus o, più in generale, ai membri del sottordine pterodactyloidea.

## Evoluzione ed estinzione

### Origine

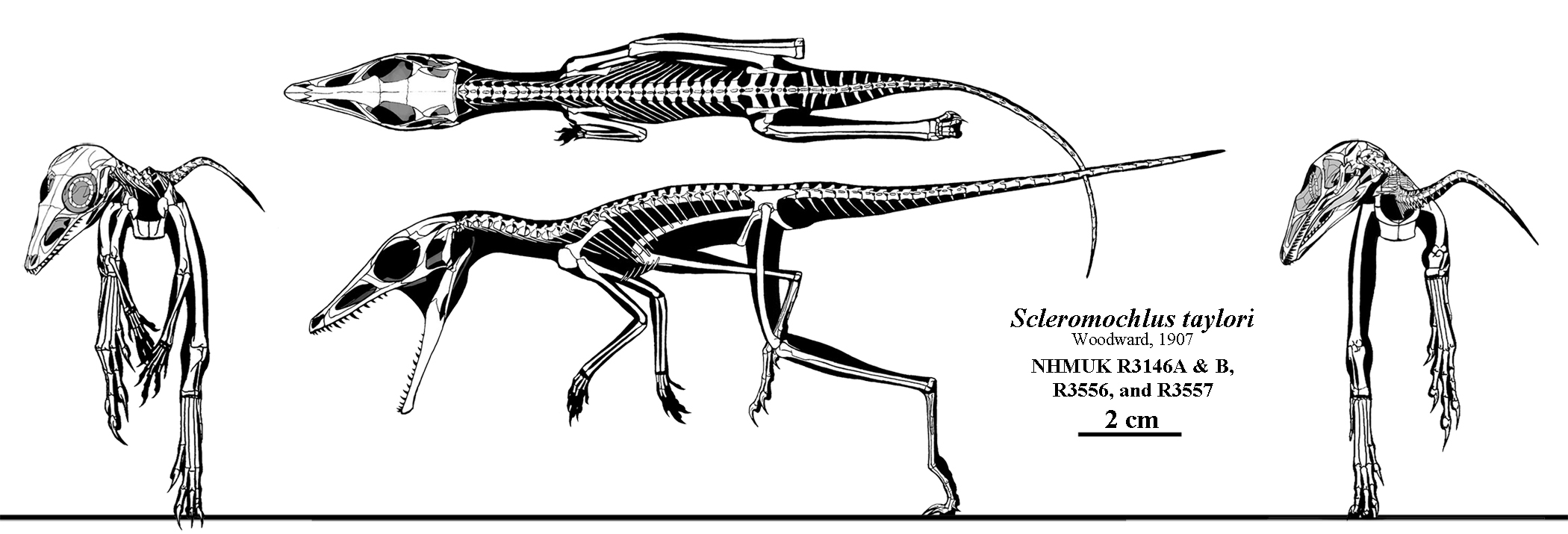
Ricostruzione scheletrica di Scleromochlus

Essendo l'anatomia degli pterosauri così altamente specializzata e modificata per il volo, e non essendo ancora stati trovati immediati fossili di transizione, l'ascendenza degli pterosauri non è del tutto chiara. Sono state formulate diverse ipotesi, compreso un qualche collegamento con gli avemetatarsalia, come Scleromochlus, o una discendenza dagli archosauriformi più primitivi, come Euparkeria, o dai protorosauri.
Due ricercatori, Chris Bennett (1996) e David Peters (2000), avrebbero provato che gli pterosauri sarebbero stati effettivamente dei protorosauri o animali strettamente legati ad essi. Per questa analisi Peters ha usato una tecnica chiamata DGS, che prevede l'applicazione delle caratteristiche di tracciamento digitale del software dell'editing fotografico per le immagini dei fossili di pterosauro. Dopo aver tolto le caratteristiche dell'arto posteriore dalla sua analisi, Bennett ha provato che gli pterosauri sono parenti stretti dei protorosauri, in un tentativo di testare l'idea che questi animali sono il risultato di evoluzione convergente tra pterosauri e dinosauri. Tuttavia, le successive analisi di Dave Hone e Michael Benton (2007) non hanno potuto riprodurre questo risultato. Hone e Benton trovano gli pterosauri strettamente legati ai dinosauri, anche senza analizzare le caratteristiche degli arti posteriori. Essi hanno inoltre criticato gli studi precedenti di David Peters, sollevando dubbi sul fatto che le conclusioni raggiunte non hanno accesso alle prove primarie, vale a dire i fossili di pterosauro. Hone e Benton hanno concluso che, sebbene ulteriori fossili di pterosauromorphi più primitivi siano necessari per chiarire i loro rapporti, gli pterosauri sono arcosauri non meglio identificati, ornithodira in particolare, date le prove correnti. Nelle analisi di Hone e Benton, gli pterosauri sono il sister group di Scleromochlus e vengono collocati tra esso e Lagosuchus, sull'albero della famiglia degli ornithodira. Sterling Nesbitt (2011) ha trovato un forte sostegno per formare un clado composto da Scleromochlus e dagli pterosauri.
Studi più recenti sulla morfologia degli arti posteriori degli pterosauri più primitivi sembrano rivendicare una connessione con Scleromochlus. Come questo arcosauro, i lignaggi degli pterosauri più primitivi avevano arti posteriori plantigradi che mostrano un certo adattamento al salto.

### Classificazione
Nella tassonomia filogenetica, il clado degli Pterosauria è solitamente definito come un nodo-based ancorato a diversi taxa ampiamente studiati così come quelli pensati per essere primitivi. Uno studio del 2003 ha definito Pterosauria come "il più recente antenato comune di anurognathidae, Preondactylus e Quetzalcoatlus e tutti i loro discendenti.". Tuttavia, questi tipi di definizione lascerebbero inevitabilmente qualsiasi specie affine un po' più primitiva fuori da Pterosauria. Per ovviare a questo, è stata proposta una nuova definizione che non si legasse completamente ad una definizione o ad un nome, ma piuttosto ad una caratteristica anatomica, ossia la presenza di un quarto dito allargato che supporta la membrana alare. Un clado più ampio, Pterosauromorpha, è stato definito, come tutti gli ornithodira, più strettamente legato agli pterosauri che ai dinosauri.
La classificazione interna a Pterosauria è storicamente complicata a causa delle numerose lacune dovute alla scarsa documentazione fossile. Ciononostante, a partire dal XXI secolo, le nuove scoperte stanno riempiendo parte di queste lacune e hanno dato un quadro più completo sull'evoluzione degli pterosauri. Tradizionalmente, gli pterosauri sono organizzati in due sottordini: i rhamphorhynchoidea, un gruppo più "primitivo" di pterosauri dalla lunga coda, e gli pterodactyloidea, gli pterosauri più "evoluti" dalla coda corta. Tuttavia, questa divisione tradizionale oggi è stata in gran parte abbandonata. I rhamphorhynchoidea risultano essere un parafiletico innaturale del gruppo, dal momento che gli pterodactyloidi si sono evoluti direttamente da loro e non da un antenato comune; quindi, con l'uso crescente della cladistica, la divisione precedente è caduta in disgrazia presso la maggior parte degli scienziati.
I rapporti precisi tra gli pterosauri sono ancora instabili. Molti studi di relazioni sugli pterosauri nel passato hanno incluso dati limitati ed erano altamente contraddittori. Tuttavia, gli studi più recenti che utilizzano dei set di dati più grandi stanno cominciando a rendere le cose più chiare. Il cladogramma (albero genealogico) seguente sostiene un'analisi filogenetica presentata da Andres & Myers (2013):
|  | Preondactylus   |
|  |                 |
|  | Austriadactylus |
|  |                 |

|  | Peteinosaurus      |
|  |                    |
|  | Eudimorphodontidae |
|  |                    |

|  | Preondactylus   |
|  |                 |
|  | Austriadactylus |
|  |                 |

|  | Peteinosaurus      |
|  |                    |
|  | Eudimorphodontidae |
|  |                    |

|               | Changchengopterus                                                   |
|               |                                                                     |
| Caelidracones | \| \| Anurognathidae \| \| \| \| \| \| Pterodactyloidea \| \| \| \| |
|               | \| \| Anurognathidae \| \| \| \| \| \| Pterodactyloidea \| \| \| \| |
|               | Anurognathidae                                                      |
|               |                                                                     |
|               | Pterodactyloidea                                                    |
|               |                                                                     |

|  | Anurognathidae   |
|  |                  |
|  | Pterodactyloidea |
|  |                  |

|               | Changchengopterus                                                   |
|               |                                                                     |
| Caelidracones | \| \| Anurognathidae \| \| \| \| \| \| Pterodactyloidea \| \| \| \| |
|               | \| \| Anurognathidae \| \| \| \| \| \| Pterodactyloidea \| \| \| \| |
|               | Anurognathidae                                                      |
|               |                                                                     |
|               | Pterodactyloidea                                                    |
|               |                                                                     |

|  | Anurognathidae   |
|  |                  |
|  | Pterodactyloidea |
|  |                  |

|               | Changchengopterus                                                   |
|               |                                                                     |
| Caelidracones | \| \| Anurognathidae \| \| \| \| \| \| Pterodactyloidea \| \| \| \| |
|               | \| \| Anurognathidae \| \| \| \| \| \| Pterodactyloidea \| \| \| \| |
|               | Anurognathidae                                                      |
|               |                                                                     |
|               | Pterodactyloidea                                                    |
|               |                                                                     |

|  | Anurognathidae   |
|  |                  |
|  | Pterodactyloidea |
|  |                  |

|               | Changchengopterus                                                   |
|               |                                                                     |
| Caelidracones | \| \| Anurognathidae \| \| \| \| \| \| Pterodactyloidea \| \| \| \| |
|               | \| \| Anurognathidae \| \| \| \| \| \| Pterodactyloidea \| \| \| \| |
|               | Anurognathidae                                                      |
|               |                                                                     |
|               | Pterodactyloidea                                                    |
|               |                                                                     |

|  | Anurognathidae   |
|  |                  |
|  | Pterodactyloidea |
|  |                  |

|               | Changchengopterus                                                   |
|               |                                                                     |
| Caelidracones | \| \| Anurognathidae \| \| \| \| \| \| Pterodactyloidea \| \| \| \| |
|               | \| \| Anurognathidae \| \| \| \| \| \| Pterodactyloidea \| \| \| \| |
|               | Anurognathidae                                                      |
|               |                                                                     |
|               | Pterodactyloidea                                                    |
|               |                                                                     |

|  | Anurognathidae   |
|  |                  |
|  | Pterodactyloidea |
|  |                  |

|               | Changchengopterus                                                   |
|               |                                                                     |
| Caelidracones | \| \| Anurognathidae \| \| \| \| \| \| Pterodactyloidea \| \| \| \| |
|               | \| \| Anurognathidae \| \| \| \| \| \| Pterodactyloidea \| \| \| \| |
|               | Anurognathidae                                                      |
|               |                                                                     |
|               | Pterodactyloidea                                                    |
|               |                                                                     |

|  | Anurognathidae   |
|  |                  |
|  | Pterodactyloidea |
|  |                  |

|               | Changchengopterus                                                   |
|               |                                                                     |
| Caelidracones | \| \| Anurognathidae \| \| \| \| \| \| Pterodactyloidea \| \| \| \| |
|               | \| \| Anurognathidae \| \| \| \| \| \| Pterodactyloidea \| \| \| \| |
|               | Anurognathidae                                                      |
|               |                                                                     |
|               | Pterodactyloidea                                                    |
|               |                                                                     |

|  | Anurognathidae   |
|  |                  |
|  | Pterodactyloidea |
|  |                  |

|               | Changchengopterus                                                   |
|               |                                                                     |
| Caelidracones | \| \| Anurognathidae \| \| \| \| \| \| Pterodactyloidea \| \| \| \| |
|               | \| \| Anurognathidae \| \| \| \| \| \| Pterodactyloidea \| \| \| \| |
|               | Anurognathidae                                                      |
|               |                                                                     |
|               | Pterodactyloidea                                                    |
|               |                                                                     |

|  | Anurognathidae   |
|  |                  |
|  | Pterodactyloidea |
|  |                  |

|               | Changchengopterus                                                   |
|               |                                                                     |
| Caelidracones | \| \| Anurognathidae \| \| \| \| \| \| Pterodactyloidea \| \| \| \| |
|               | \| \| Anurognathidae \| \| \| \| \| \| Pterodactyloidea \| \| \| \| |
|               | Anurognathidae                                                      |
|               |                                                                     |
|               | Pterodactyloidea                                                    |
|               |                                                                     |

|  | Anurognathidae   |
|  |                  |
|  | Pterodactyloidea |
|  |                  |

|               | Changchengopterus                                                   |
|               |                                                                     |
| Caelidracones | \| \| Anurognathidae \| \| \| \| \| \| Pterodactyloidea \| \| \| \| |
|               | \| \| Anurognathidae \| \| \| \| \| \| Pterodactyloidea \| \| \| \| |
|               | Anurognathidae                                                      |
|               |                                                                     |
|               | Pterodactyloidea                                                    |
|               |                                                                     |

|  | Anurognathidae   |
|  |                  |
|  | Pterodactyloidea |
|  |                  |

|               | Changchengopterus                                                   |
|               |                                                                     |
| Caelidracones | \| \| Anurognathidae \| \| \| \| \| \| Pterodactyloidea \| \| \| \| |
|               | \| \| Anurognathidae \| \| \| \| \| \| Pterodactyloidea \| \| \| \| |
|               | Anurognathidae                                                      |
|               |                                                                     |
|               | Pterodactyloidea                                                    |
|               |                                                                     |

|  | Anurognathidae   |
|  |                  |
|  | Pterodactyloidea |
|  |                  |

|               | Changchengopterus                                                   |
|               |                                                                     |
| Caelidracones | \| \| Anurognathidae \| \| \| \| \| \| Pterodactyloidea \| \| \| \| |
|               | \| \| Anurognathidae \| \| \| \| \| \| Pterodactyloidea \| \| \| \| |
|               | Anurognathidae                                                      |
|               |                                                                     |
|               | Pterodactyloidea                                                    |
|               |                                                                     |

|  | Anurognathidae   |
|  |                  |
|  | Pterodactyloidea |
|  |                  |

|               | Changchengopterus                                                   |
|               |                                                                     |
| Caelidracones | \| \| Anurognathidae \| \| \| \| \| \| Pterodactyloidea \| \| \| \| |
|               | \| \| Anurognathidae \| \| \| \| \| \| Pterodactyloidea \| \| \| \| |
|               | Anurognathidae                                                      |
|               |                                                                     |
|               | Pterodactyloidea                                                    |
|               |                                                                     |

|  | Anurognathidae   |
|  |                  |
|  | Pterodactyloidea |
|  |                  |

|               | Changchengopterus                                                   |
|               |                                                                     |
| Caelidracones | \| \| Anurognathidae \| \| \| \| \| \| Pterodactyloidea \| \| \| \| |
|               | \| \| Anurognathidae \| \| \| \| \| \| Pterodactyloidea \| \| \| \| |
|               | Anurognathidae                                                      |
|               |                                                                     |
|               | Pterodactyloidea                                                    |
|               |                                                                     |

|  | Anurognathidae   |
|  |                  |
|  | Pterodactyloidea |
|  |                  |

|               | Changchengopterus                                                   |
|               |                                                                     |
| Caelidracones | \| \| Anurognathidae \| \| \| \| \| \| Pterodactyloidea \| \| \| \| |
|               | \| \| Anurognathidae \| \| \| \| \| \| Pterodactyloidea \| \| \| \| |
|               | Anurognathidae                                                      |
|               |                                                                     |
|               | Pterodactyloidea                                                    |
|               |                                                                     |

|  | Anurognathidae   |
|  |                  |
|  | Pterodactyloidea |
|  |                  |

|               | Changchengopterus                                                   |
|               |                                                                     |
| Caelidracones | \| \| Anurognathidae \| \| \| \| \| \| Pterodactyloidea \| \| \| \| |
|               | \| \| Anurognathidae \| \| \| \| \| \| Pterodactyloidea \| \| \| \| |
|               | Anurognathidae                                                      |
|               |                                                                     |
|               | Pterodactyloidea                                                    |
|               |                                                                     |

|  | Anurognathidae   |
|  |                  |
|  | Pterodactyloidea |
|  |                  |

|               | Changchengopterus                                                   |
|               |                                                                     |
| Caelidracones | \| \| Anurognathidae \| \| \| \| \| \| Pterodactyloidea \| \| \| \| |
|               | \| \| Anurognathidae \| \| \| \| \| \| Pterodactyloidea \| \| \| \| |
|               | Anurognathidae                                                      |
|               |                                                                     |
|               | Pterodactyloidea                                                    |
|               |                                                                     |

|  | Anurognathidae   |
|  |                  |
|  | Pterodactyloidea |
|  |                  |

|               | Changchengopterus                                                   |
|               |                                                                     |
| Caelidracones | \| \| Anurognathidae \| \| \| \| \| \| Pterodactyloidea \| \| \| \| |
|               | \| \| Anurognathidae \| \| \| \| \| \| Pterodactyloidea \| \| \| \| |
|               | Anurognathidae                                                      |
|               |                                                                     |
|               | Pterodactyloidea                                                    |
|               |                                                                     |

|  | Anurognathidae   |
|  |                  |
|  | Pterodactyloidea |
|  |                  |

|               | Changchengopterus                                                   |
|               |                                                                     |
| Caelidracones | \| \| Anurognathidae \| \| \| \| \| \| Pterodactyloidea \| \| \| \| |
|               | \| \| Anurognathidae \| \| \| \| \| \| Pterodactyloidea \| \| \| \| |
|               | Anurognathidae                                                      |
|               |                                                                     |
|               | Pterodactyloidea                                                    |
|               |                                                                     |

|  | Anurognathidae   |
|  |                  |
|  | Pterodactyloidea |
|  |                  |

|               | Changchengopterus                                                   |
|               |                                                                     |
| Caelidracones | \| \| Anurognathidae \| \| \| \| \| \| Pterodactyloidea \| \| \| \| |
|               | \| \| Anurognathidae \| \| \| \| \| \| Pterodactyloidea \| \| \| \| |
|               | Anurognathidae                                                      |
|               |                                                                     |
|               | Pterodactyloidea                                                    |
|               |                                                                     |

|  | Anurognathidae   |
|  |                  |
|  | Pterodactyloidea |
|  |                  |

|               | Changchengopterus                                                   |
|               |                                                                     |
| Caelidracones | \| \| Anurognathidae \| \| \| \| \| \| Pterodactyloidea \| \| \| \| |
|               | \| \| Anurognathidae \| \| \| \| \| \| Pterodactyloidea \| \| \| \| |
|               | Anurognathidae                                                      |
|               |                                                                     |
|               | Pterodactyloidea                                                    |
|               |                                                                     |

|  | Anurognathidae   |
|  |                  |
|  | Pterodactyloidea |
|  |                  |

|               | Changchengopterus                                                   |
|               |                                                                     |
| Caelidracones | \| \| Anurognathidae \| \| \| \| \| \| Pterodactyloidea \| \| \| \| |
|               | \| \| Anurognathidae \| \| \| \| \| \| Pterodactyloidea \| \| \| \| |
|               | Anurognathidae                                                      |
|               |                                                                     |
|               | Pterodactyloidea                                                    |
|               |                                                                     |

|  | Anurognathidae   |
|  |                  |
|  | Pterodactyloidea |
|  |                  |

|               | Changchengopterus                                                   |
|               |                                                                     |
| Caelidracones | \| \| Anurognathidae \| \| \| \| \| \| Pterodactyloidea \| \| \| \| |
|               | \| \| Anurognathidae \| \| \| \| \| \| Pterodactyloidea \| \| \| \| |
|               | Anurognathidae                                                      |
|               |                                                                     |
|               | Pterodactyloidea                                                    |
|               |                                                                     |

|  | Anurognathidae   |
|  |                  |
|  | Pterodactyloidea |
|  |                  |

|               | Changchengopterus                                                   |
|               |                                                                     |
| Caelidracones | \| \| Anurognathidae \| \| \| \| \| \| Pterodactyloidea \| \| \| \| |
|               | \| \| Anurognathidae \| \| \| \| \| \| Pterodactyloidea \| \| \| \| |
|               | Anurognathidae                                                      |
|               |                                                                     |
|               | Pterodactyloidea                                                    |
|               |                                                                     |

|  | Anurognathidae   |
|  |                  |
|  | Pterodactyloidea |
|  |                  |

|               | Changchengopterus                                                   |
|               |                                                                     |
| Caelidracones | \| \| Anurognathidae \| \| \| \| \| \| Pterodactyloidea \| \| \| \| |
|               | \| \| Anurognathidae \| \| \| \| \| \| Pterodactyloidea \| \| \| \| |
|               | Anurognathidae                                                      |
|               |                                                                     |
|               | Pterodactyloidea                                                    |
|               |                                                                     |

|  | Anurognathidae   |
|  |                  |
|  | Pterodactyloidea |
|  |                  |

|               | Changchengopterus                                                   |
|               |                                                                     |
| Caelidracones | \| \| Anurognathidae \| \| \| \| \| \| Pterodactyloidea \| \| \| \| |
|               | \| \| Anurognathidae \| \| \| \| \| \| Pterodactyloidea \| \| \| \| |
|               | Anurognathidae                                                      |
|               |                                                                     |
|               | Pterodactyloidea                                                    |
|               |                                                                     |

|  | Anurognathidae   |
|  |                  |
|  | Pterodactyloidea |
|  |                  |

|               | Changchengopterus                                                   |
|               |                                                                     |
| Caelidracones | \| \| Anurognathidae \| \| \| \| \| \| Pterodactyloidea \| \| \| \| |
|               | \| \| Anurognathidae \| \| \| \| \| \| Pterodactyloidea \| \| \| \| |
|               | Anurognathidae                                                      |
|               |                                                                     |
|               | Pterodactyloidea                                                    |
|               |                                                                     |

|  | Anurognathidae   |
|  |                  |
|  | Pterodactyloidea |
|  |                  |

|               | Changchengopterus                                                   |
|               |                                                                     |
| Caelidracones | \| \| Anurognathidae \| \| \| \| \| \| Pterodactyloidea \| \| \| \| |
|               | \| \| Anurognathidae \| \| \| \| \| \| Pterodactyloidea \| \| \| \| |
|               | Anurognathidae                                                      |
|               |                                                                     |
|               | Pterodactyloidea                                                    |
|               |                                                                     |

|  | Anurognathidae   |
|  |                  |
|  | Pterodactyloidea |
|  |                  |

|               | Changchengopterus                                                   |
|               |                                                                     |
| Caelidracones | \| \| Anurognathidae \| \| \| \| \| \| Pterodactyloidea \| \| \| \| |
|               | \| \| Anurognathidae \| \| \| \| \| \| Pterodactyloidea \| \| \| \| |
|               | Anurognathidae                                                      |
|               |                                                                     |
|               | Pterodactyloidea                                                    |
|               |                                                                     |

|  | Anurognathidae   |
|  |                  |
|  | Pterodactyloidea |
|  |                  |

|               | Changchengopterus                                                   |
|               |                                                                     |
| Caelidracones | \| \| Anurognathidae \| \| \| \| \| \| Pterodactyloidea \| \| \| \| |
|               | \| \| Anurognathidae \| \| \| \| \| \| Pterodactyloidea \| \| \| \| |
|               | Anurognathidae                                                      |
|               |                                                                     |
|               | Pterodactyloidea                                                    |
|               |                                                                     |

|  | Anurognathidae   |
|  |                  |
|  | Pterodactyloidea |
|  |                  |

|               | Changchengopterus                                                   |
|               |                                                                     |
| Caelidracones | \| \| Anurognathidae \| \| \| \| \| \| Pterodactyloidea \| \| \| \| |
|               | \| \| Anurognathidae \| \| \| \| \| \| Pterodactyloidea \| \| \| \| |
|               | Anurognathidae                                                      |
|               |                                                                     |
|               | Pterodactyloidea                                                    |
|               |                                                                     |

|  | Anurognathidae   |
|  |                  |
|  | Pterodactyloidea |
|  |                  |

|               | Changchengopterus                                                   |
|               |                                                                     |
| Caelidracones | \| \| Anurognathidae \| \| \| \| \| \| Pterodactyloidea \| \| \| \| |
|               | \| \| Anurognathidae \| \| \| \| \| \| Pterodactyloidea \| \| \| \| |
|               | Anurognathidae                                                      |
|               |                                                                     |
|               | Pterodactyloidea                                                    |
|               |                                                                     |

|  | Anurognathidae   |
|  |                  |
|  | Pterodactyloidea |
|  |                  |

|  | Preondactylus   |
|  |                 |
|  | Austriadactylus |
|  |                 |

|  | Peteinosaurus      |
|  |                    |
|  | Eudimorphodontidae |
|  |                    |

|  | Preondactylus   |
|  |                 |
|  | Austriadactylus |
|  |                 |

|  | Peteinosaurus      |
|  |                    |
|  | Eudimorphodontidae |
|  |                    |

|               | Changchengopterus                                                   |
|               |                                                                     |
| Caelidracones | \| \| Anurognathidae \| \| \| \| \| \| Pterodactyloidea \| \| \| \| |
|               | \| \| Anurognathidae \| \| \| \| \| \| Pterodactyloidea \| \| \| \| |
|               | Anurognathidae                                                      |
|               |                                                                     |
|               | Pterodactyloidea                                                    |
|               |                                                                     |

|  | Anurognathidae   |
|  |                  |
|  | Pterodactyloidea |
|  |                  |

|               | Changchengopterus                                                   |
|               |                                                                     |
| Caelidracones | \| \| Anurognathidae \| \| \| \| \| \| Pterodactyloidea \| \| \| \| |
|               | \| \| Anurognathidae \| \| \| \| \| \| Pterodactyloidea \| \| \| \| |
|               | Anurognathidae                                                      |
|               |                                                                     |
|               | Pterodactyloidea                                                    |
|               |                                                                     |

|  | Anurognathidae   |
|  |                  |
|  | Pterodactyloidea |
|  |                  |

|               | Changchengopterus                                                   |
|               |                                                                     |
| Caelidracones | \| \| Anurognathidae \| \| \| \| \| \| Pterodactyloidea \| \| \| \| |
|               | \| \| Anurognathidae \| \| \| \| \| \| Pterodactyloidea \| \| \| \| |
|               | Anurognathidae                                                      |
|               |                                                                     |
|               | Pterodactyloidea                                                    |
|               |                                                                     |

|  | Anurognathidae   |
|  |                  |
|  | Pterodactyloidea |
|  |                  |

|               | Changchengopterus                                                   |
|               |                                                                     |
| Caelidracones | \| \| Anurognathidae \| \| \| \| \| \| Pterodactyloidea \| \| \| \| |
|               | \| \| Anurognathidae \| \| \| \| \| \| Pterodactyloidea \| \| \| \| |
|               | Anurognathidae                                                      |
|               |                                                                     |
|               | Pterodactyloidea                                                    |
|               |                                                                     |

|  | Anurognathidae   |
|  |                  |
|  | Pterodactyloidea |
|  |                  |

|               | Changchengopterus                                                   |
|               |                                                                     |
| Caelidracones | \| \| Anurognathidae \| \| \| \| \| \| Pterodactyloidea \| \| \| \| |
|               | \| \| Anurognathidae \| \| \| \| \| \| Pterodactyloidea \| \| \| \| |
|               | Anurognathidae                                                      |
|               |                                                                     |
|               | Pterodactyloidea                                                    |
|               |                                                                     |

|  | Anurognathidae   |
|  |                  |
|  | Pterodactyloidea |
|  |                  |

|               | Changchengopterus                                                   |
|               |                                                                     |
| Caelidracones | \| \| Anurognathidae \| \| \| \| \| \| Pterodactyloidea \| \| \| \| |
|               | \| \| Anurognathidae \| \| \| \| \| \| Pterodactyloidea \| \| \| \| |
|               | Anurognathidae                                                      |
|               |                                                                     |
|               | Pterodactyloidea                                                    |
|               |                                                                     |

|  | Anurognathidae   |
|  |                  |
|  | Pterodactyloidea |
|  |                  |

|               | Changchengopterus                                                   |
|               |                                                                     |
| Caelidracones | \| \| Anurognathidae \| \| \| \| \| \| Pterodactyloidea \| \| \| \| |
|               | \| \| Anurognathidae \| \| \| \| \| \| Pterodactyloidea \| \| \| \| |
|               | Anurognathidae                                                      |
|               |                                                                     |
|               | Pterodactyloidea                                                    |
|               |                                                                     |

|  | Anurognathidae   |
|  |                  |
|  | Pterodactyloidea |
|  |                  |

|               | Changchengopterus                                                   |
|               |                                                                     |
| Caelidracones | \| \| Anurognathidae \| \| \| \| \| \| Pterodactyloidea \| \| \| \| |
|               | \| \| Anurognathidae \| \| \| \| \| \| Pterodactyloidea \| \| \| \| |
|               | Anurognathidae                                                      |
|               |                                                                     |
|               | Pterodactyloidea                                                    |
|               |                                                                     |

|  | Anurognathidae   |
|  |                  |
|  | Pterodactyloidea |
|  |                  |

|               | Changchengopterus                                                   |
|               |                                                                     |
| Caelidracones | \| \| Anurognathidae \| \| \| \| \| \| Pterodactyloidea \| \| \| \| |
|               | \| \| Anurognathidae \| \| \| \| \| \| Pterodactyloidea \| \| \| \| |
|               | Anurognathidae                                                      |
|               |                                                                     |
|               | Pterodactyloidea                                                    |
|               |                                                                     |

|  | Anurognathidae   |
|  |                  |
|  | Pterodactyloidea |
|  |                  |

|               | Changchengopterus                                                   |
|               |                                                                     |
| Caelidracones | \| \| Anurognathidae \| \| \| \| \| \| Pterodactyloidea \| \| \| \| |
|               | \| \| Anurognathidae \| \| \| \| \| \| Pterodactyloidea \| \| \| \| |
|               | Anurognathidae                                                      |
|               |                                                                     |
|               | Pterodactyloidea                                                    |
|               |                                                                     |

|  | Anurognathidae   |
|  |                  |
|  | Pterodactyloidea |
|  |                  |

|               | Changchengopterus                                                   |
|               |                                                                     |
| Caelidracones | \| \| Anurognathidae \| \| \| \| \| \| Pterodactyloidea \| \| \| \| |
|               | \| \| Anurognathidae \| \| \| \| \| \| Pterodactyloidea \| \| \| \| |
|               | Anurognathidae                                                      |
|               |                                                                     |
|               | Pterodactyloidea                                                    |
|               |                                                                     |

|  | Anurognathidae   |
|  |                  |
|  | Pterodactyloidea |
|  |                  |

|               | Changchengopterus                                                   |
|               |                                                                     |
| Caelidracones | \| \| Anurognathidae \| \| \| \| \| \| Pterodactyloidea \| \| \| \| |
|               | \| \| Anurognathidae \| \| \| \| \| \| Pterodactyloidea \| \| \| \| |
|               | Anurognathidae                                                      |
|               |                                                                     |
|               | Pterodactyloidea                                                    |
|               |                                                                     |

|  | Anurognathidae   |
|  |                  |
|  | Pterodactyloidea |
|  |                  |

|               | Changchengopterus                                                   |
|               |                                                                     |
| Caelidracones | \| \| Anurognathidae \| \| \| \| \| \| Pterodactyloidea \| \| \| \| |
|               | \| \| Anurognathidae \| \| \| \| \| \| Pterodactyloidea \| \| \| \| |
|               | Anurognathidae                                                      |
|               |                                                                     |
|               | Pterodactyloidea                                                    |
|               |                                                                     |

|  | Anurognathidae   |
|  |                  |
|  | Pterodactyloidea |
|  |                  |

|               | Changchengopterus                                                   |
|               |                                                                     |
| Caelidracones | \| \| Anurognathidae \| \| \| \| \| \| Pterodactyloidea \| \| \| \| |
|               | \| \| Anurognathidae \| \| \| \| \| \| Pterodactyloidea \| \| \| \| |
|               | Anurognathidae                                                      |
|               |                                                                     |
|               | Pterodactyloidea                                                    |
|               |                                                                     |

|  | Anurognathidae   |
|  |                  |
|  | Pterodactyloidea |
|  |                  |

|               | Changchengopterus                                                   |
|               |                                                                     |
| Caelidracones | \| \| Anurognathidae \| \| \| \| \| \| Pterodactyloidea \| \| \| \| |
|               | \| \| Anurognathidae \| \| \| \| \| \| Pterodactyloidea \| \| \| \| |
|               | Anurognathidae                                                      |
|               |                                                                     |
|               | Pterodactyloidea                                                    |
|               |                                                                     |

|  | Anurognathidae   |
|  |                  |
|  | Pterodactyloidea |
|  |                  |

|               | Changchengopterus                                                   |
|               |                                                                     |
| Caelidracones | \| \| Anurognathidae \| \| \| \| \| \| Pterodactyloidea \| \| \| \| |
|               | \| \| Anurognathidae \| \| \| \| \| \| Pterodactyloidea \| \| \| \| |
|               | Anurognathidae                                                      |
|               |                                                                     |
|               | Pterodactyloidea                                                    |
|               |                                                                     |

|  | Anurognathidae   |
|  |                  |
|  | Pterodactyloidea |
|  |                  |

|               | Changchengopterus                                                   |
|               |                                                                     |
| Caelidracones | \| \| Anurognathidae \| \| \| \| \| \| Pterodactyloidea \| \| \| \| |
|               | \| \| Anurognathidae \| \| \| \| \| \| Pterodactyloidea \| \| \| \| |
|               | Anurognathidae                                                      |
|               |                                                                     |
|               | Pterodactyloidea                                                    |
|               |                                                                     |

|  | Anurognathidae   |
|  |                  |
|  | Pterodactyloidea |
|  |                  |

|               | Changchengopterus                                                   |
|               |                                                                     |
| Caelidracones | \| \| Anurognathidae \| \| \| \| \| \| Pterodactyloidea \| \| \| \| |
|               | \| \| Anurognathidae \| \| \| \| \| \| Pterodactyloidea \| \| \| \| |
|               | Anurognathidae                                                      |
|               |                                                                     |
|               | Pterodactyloidea                                                    |
|               |                                                                     |

|  | Anurognathidae   |
|  |                  |
|  | Pterodactyloidea |
|  |                  |

|               | Changchengopterus                                                   |
|               |                                                                     |
| Caelidracones | \| \| Anurognathidae \| \| \| \| \| \| Pterodactyloidea \| \| \| \| |
|               | \| \| Anurognathidae \| \| \| \| \| \| Pterodactyloidea \| \| \| \| |
|               | Anurognathidae                                                      |
|               |                                                                     |
|               | Pterodactyloidea                                                    |
|               |                                                                     |

|  | Anurognathidae   |
|  |                  |
|  | Pterodactyloidea |
|  |                  |

|               | Changchengopterus                                                   |
|               |                                                                     |
| Caelidracones | \| \| Anurognathidae \| \| \| \| \| \| Pterodactyloidea \| \| \| \| |
|               | \| \| Anurognathidae \| \| \| \| \| \| Pterodactyloidea \| \| \| \| |
|               | Anurognathidae                                                      |
|               |                                                                     |
|               | Pterodactyloidea                                                    |
|               |                                                                     |

|  | Anurognathidae   |
|  |                  |
|  | Pterodactyloidea |
|  |                  |

|               | Changchengopterus                                                   |
|               |                                                                     |
| Caelidracones | \| \| Anurognathidae \| \| \| \| \| \| Pterodactyloidea \| \| \| \| |
|               | \| \| Anurognathidae \| \| \| \| \| \| Pterodactyloidea \| \| \| \| |
|               | Anurognathidae                                                      |
|               |                                                                     |
|               | Pterodactyloidea                                                    |
|               |                                                                     |

|  | Anurognathidae   |
|  |                  |
|  | Pterodactyloidea |
|  |                  |

|               | Changchengopterus                                                   |
|               |                                                                     |
| Caelidracones | \| \| Anurognathidae \| \| \| \| \| \| Pterodactyloidea \| \| \| \| |
|               | \| \| Anurognathidae \| \| \| \| \| \| Pterodactyloidea \| \| \| \| |
|               | Anurognathidae                                                      |
|               |                                                                     |
|               | Pterodactyloidea                                                    |
|               |                                                                     |

|  | Anurognathidae   |
|  |                  |
|  | Pterodactyloidea |
|  |                  |

|               | Changchengopterus                                                   |
|               |                                                                     |
| Caelidracones | \| \| Anurognathidae \| \| \| \| \| \| Pterodactyloidea \| \| \| \| |
|               | \| \| Anurognathidae \| \| \| \| \| \| Pterodactyloidea \| \| \| \| |
|               | Anurognathidae                                                      |
|               |                                                                     |
|               | Pterodactyloidea                                                    |
|               |                                                                     |

|  | Anurognathidae   |
|  |                  |
|  | Pterodactyloidea |
|  |                  |

|               | Changchengopterus                                                   |
|               |                                                                     |
| Caelidracones | \| \| Anurognathidae \| \| \| \| \| \| Pterodactyloidea \| \| \| \| |
|               | \| \| Anurognathidae \| \| \| \| \| \| Pterodactyloidea \| \| \| \| |
|               | Anurognathidae                                                      |
|               |                                                                     |
|               | Pterodactyloidea                                                    |
|               |                                                                     |

|  | Anurognathidae   |
|  |                  |
|  | Pterodactyloidea |
|  |                  |

|               | Changchengopterus                                                   |
|               |                                                                     |
| Caelidracones | \| \| Anurognathidae \| \| \| \| \| \| Pterodactyloidea \| \| \| \| |
|               | \| \| Anurognathidae \| \| \| \| \| \| Pterodactyloidea \| \| \| \| |
|               | Anurognathidae                                                      |
|               |                                                                     |
|               | Pterodactyloidea                                                    |
|               |                                                                     |

|  | Anurognathidae   |
|  |                  |
|  | Pterodactyloidea |
|  |                  |

|               | Changchengopterus                                                   |
|               |                                                                     |
| Caelidracones | \| \| Anurognathidae \| \| \| \| \| \| Pterodactyloidea \| \| \| \| |
|               | \| \| Anurognathidae \| \| \| \| \| \| Pterodactyloidea \| \| \| \| |
|               | Anurognathidae                                                      |
|               |                                                                     |
|               | Pterodactyloidea                                                    |
|               |                                                                     |

|  | Anurognathidae   |
|  |                  |
|  | Pterodactyloidea |
|  |                  |

|               | Changchengopterus                                                   |
|               |                                                                     |
| Caelidracones | \| \| Anurognathidae \| \| \| \| \| \| Pterodactyloidea \| \| \| \| |
|               | \| \| Anurognathidae \| \| \| \| \| \| Pterodactyloidea \| \| \| \| |
|               | Anurognathidae                                                      |
|               |                                                                     |
|               | Pterodactyloidea                                                    |
|               |                                                                     |

|  | Anurognathidae   |
|  |                  |
|  | Pterodactyloidea |
|  |                  |

|               | Changchengopterus                                                   |
|               |                                                                     |
| Caelidracones | \| \| Anurognathidae \| \| \| \| \| \| Pterodactyloidea \| \| \| \| |
|               | \| \| Anurognathidae \| \| \| \| \| \| Pterodactyloidea \| \| \| \| |
|               | Anurognathidae                                                      |
|               |                                                                     |
|               | Pterodactyloidea                                                    |
|               |                                                                     |

|  | Anurognathidae   |
|  |                  |
|  | Pterodactyloidea |
|  |                  |

|               | Changchengopterus                                                   |
|               |                                                                     |
| Caelidracones | \| \| Anurognathidae \| \| \| \| \| \| Pterodactyloidea \| \| \| \| |
|               | \| \| Anurognathidae \| \| \| \| \| \| Pterodactyloidea \| \| \| \| |
|               | Anurognathidae                                                      |
|               |                                                                     |
|               | Pterodactyloidea                                                    |
|               |                                                                     |

|  | Anurognathidae   |
|  |                  |
|  | Pterodactyloidea |
|  |                  |

|               | Changchengopterus                                                   |
|               |                                                                     |
| Caelidracones | \| \| Anurognathidae \| \| \| \| \| \| Pterodactyloidea \| \| \| \| |
|               | \| \| Anurognathidae \| \| \| \| \| \| Pterodactyloidea \| \| \| \| |
|               | Anurognathidae                                                      |
|               |                                                                     |
|               | Pterodactyloidea                                                    |
|               |                                                                     |

|  | Anurognathidae   |
|  |                  |
|  | Pterodactyloidea |
|  |                  |

|               | Changchengopterus                                                   |
|               |                                                                     |
| Caelidracones | \| \| Anurognathidae \| \| \| \| \| \| Pterodactyloidea \| \| \| \| |
|               | \| \| Anurognathidae \| \| \| \| \| \| Pterodactyloidea \| \| \| \| |
|               | Anurognathidae                                                      |
|               |                                                                     |
|               | Pterodactyloidea                                                    |
|               |                                                                     |

|  | Anurognathidae   |
|  |                  |
|  | Pterodactyloidea |
|  |                  |

|               | Changchengopterus                                                   |
|               |                                                                     |
| Caelidracones | \| \| Anurognathidae \| \| \| \| \| \| Pterodactyloidea \| \| \| \| |
|               | \| \| Anurognathidae \| \| \| \| \| \| Pterodactyloidea \| \| \| \| |
|               | Anurognathidae                                                      |
|               |                                                                     |
|               | Pterodactyloidea                                                    |
|               |                                                                     |

|  | Anurognathidae   |
|  |                  |
|  | Pterodactyloidea |
|  |                  |

### Estinzione

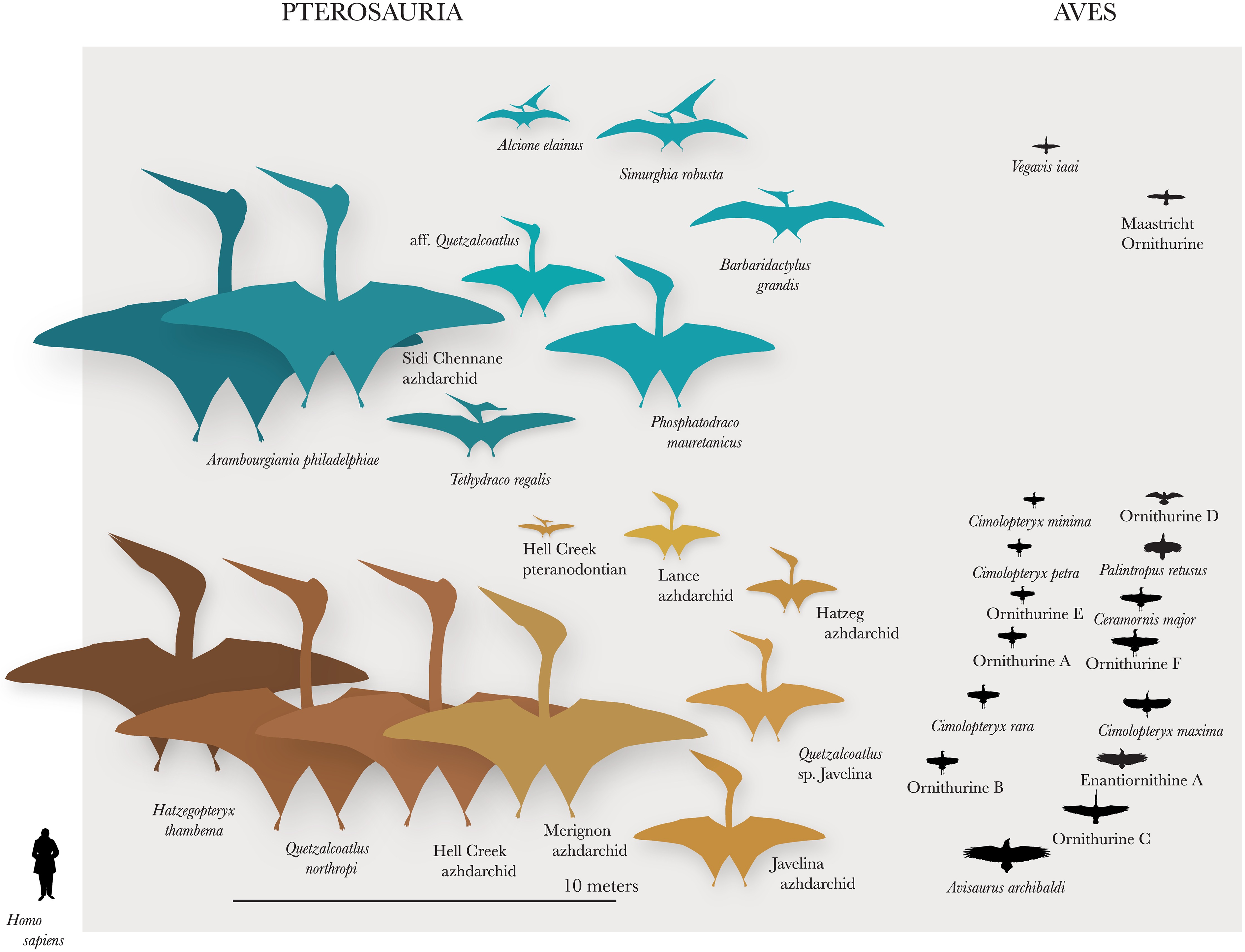
Diagramma degli ultimi pterosauri vissuti alla fine del Cretaceo, a confronto con alcuni taxa di uccelli primitivi (in nero), vissuti nello stesso periodo

Un tempo si pensava che la concorrenza con le prime specie di uccelli potrebbe aver portato all'estinzione di molti pterosauri. Alla fine del Cretaceo solo le specie più grandi di pterosauri sopravvissero, quindi forse le specie più piccole furono sopraffatte dalla concorrenza con i primi uccelli. Tuttavia, il declino degli pterosauri (se effettivamente presenti) sembra essere estraneo alla diversificazione degli uccelli, e la sovrapposizione ecologica tra i due gruppi sembra essere stata minima. Alla fine del periodo Cretaceo, l'evento di estinzione Cretaceo-Paleocene, che spazzò via la maggior parte dei dinosauri, annientò anche molti altri animali, e tra questi vi erano anche gli pterosauri.
Nei primi anni 2010, sono stati ritrovati diversi nuovi fossili frammentari di pterosauro risalenti al Campaniano/Maastrichtiano, che dimostrerebbero che a quell'epoca potevano ancora esistere pterosauri di media-piccola taglia, come pteranodontidi, nyctosauridi, diversi tapejaridi e l'azhdarchoide Navajodactylus. Ciò suggerisce che, alla fine del Cretaceo, la fauna degli pterosauri era molto più varia di quanto si pensasse.
Nel 2016 è stata pubblicata la scoperta di un piccolo azhdarchoide, forse un azhdarchide, risalente al Cretaceo superiore (Campaniano) e proveniente dalla Formazione Northumberland, nella Columbia Britannica, Canada. Secondo i frammentari resti analizzati dai paleontologi l'esemplare rappresenterebbe un esemplare sub-adulto di pterosauro con un'apertura alare di massimo 2,50 metri, dimostrando quindi la presenza di pterosauri di piccole dimensioni alla fine del mesozoico.
Almeno alcuni pterosauri non-pterodactylodi sopravvissero fino al Cretaceo superiore, postulando un taxa Lazzaro, per la fine delle faune degli pterosauri del Cretaceo.

## Paleobiologia

### Volo
La meccanica del volo degli pterosauri non è ancora del tutto chiara e nel tempo sono state proposte varie ipotesi e meccaniche di volo.

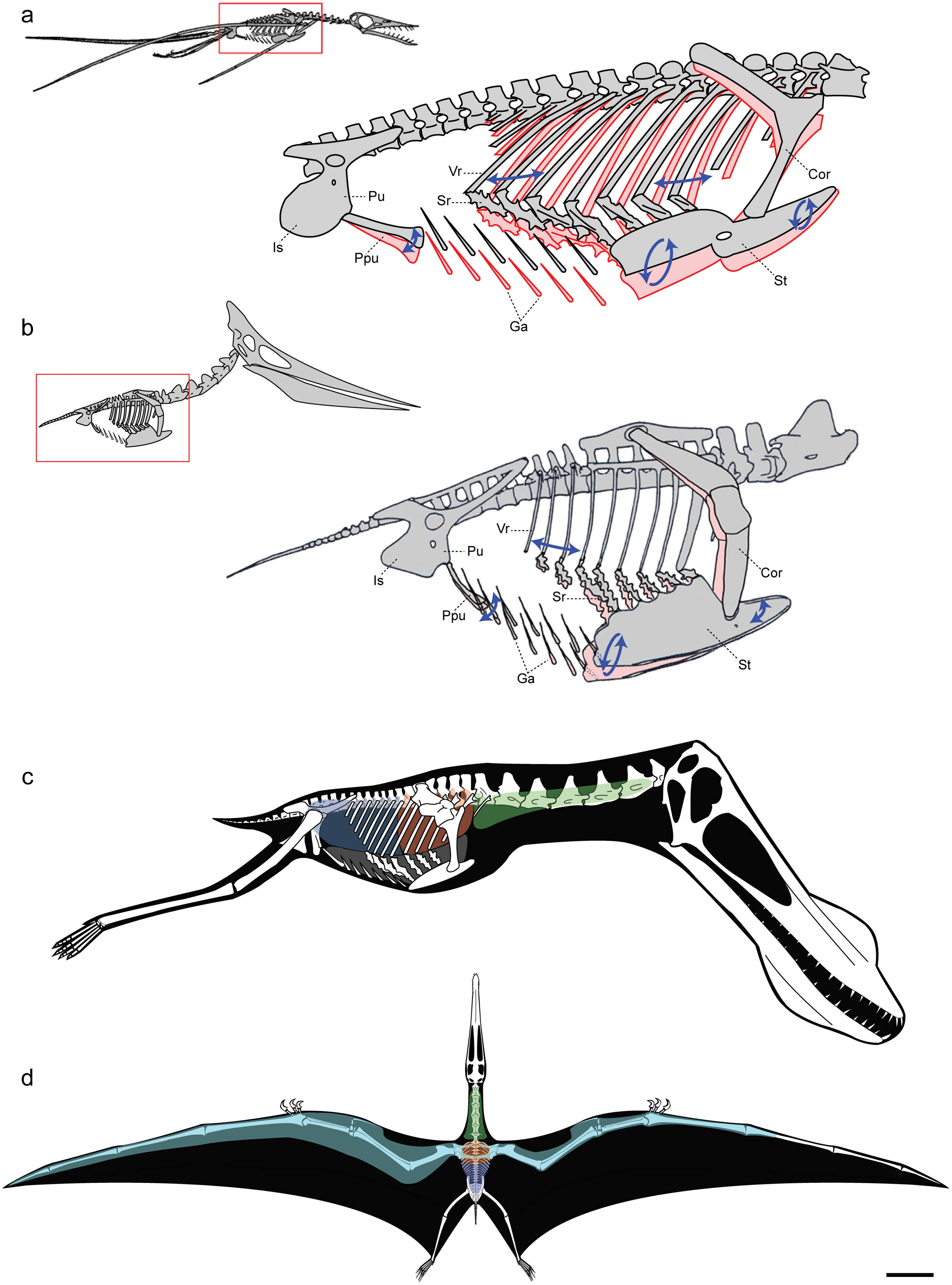
Diagramma che mostra il movimento respiratorio (primi due) e il sistema di sacche d'aria interne (le ultime due)

Katsufumi Sato, uno scienziato giapponese, ha fatto dei calcoli utilizzando come modello di riferimento i moderni uccelli e ha concluso che era impossibile per un pterosauro rimanere in aria. Nel libro Posture, Locomotion and Paleoecology of Pterosaurs si è teorizzato che gli pterosauri fossero in grado di volare solo a causa della ricca quantità di ossigeno presente nella densa atmosfera del Cretaceo superiore. Tuttavia, sia Sato sia gli autori del libro si basavano su congetture ormai datate che vedevano tutti gli pterosauri come simili ad uccelli marini, e il limite di dimensione non si può più applicare agli pterosauri terrestri, come ad esempio gli azhdarchidi e i tapejaridi. Inoltre, Darren Naish ha concluso che la differenza di atmosfera tra oggi e il Mesozoico non poteva essere l'origine del gigantismo negli pterosauri.
Un altro problema su cui gli scienziati si sono a lungo soffermati è il modo in cui gli pterosauri decollassero. Originariamente si pensava che tutti gli pterosauri fossero animali a sangue freddo e che quindi preferissero planare e prendere quota, anziché usare il volo battente bruciando calorie. In questo caso, non era chiaro come gli pterosauri di grandi dimensioni, con un metabolismo a sangue freddo, potessero gestire una strategia di decollo simile a quella degli uccelli, utilizzando solo gli arti posteriori per generare una spinta tale da sollevarsi in aria. Successive ricerche hanno dimostrato che questi animali erano in realtà a sangue caldo e possedevano grandi e potenti muscoli per il volo, che utilizzavano anche per la locomozione terrestre quadrupede. Mark Witton dell'Università di Portsmouth e Mike Habib della Johns Hopkins University hanno suggerito che gli pterosauri utilizzassero un meccanismo "a catapulta" per decollare. L'enorme potenza generata dagli arti anteriori alati avrebbe permesso a questi animali di decollare con estrema facilità. Una volta in aria, gli pterosauri potevano raggiungere una velocità pari a 120 chilometri all'ora (75 mph) e spostarsi per migliaia di chilometri.
Nel 1985 la Smithsonian Institution ha commissionato all'ingegnere aeronautico Paul MacCready la costruzione di un modello di lavoro a metà scala di Quetzalcoatlus northropi. La replica è stata lanciata con un argano a terra. Il modello ha volato diverse volte nel 1986 ed ha anche avuto una piccola parte nel film Smithsonian IMAX On the Wing. Tuttavia, il modello non era anatomicamente corretto e conteneva anche degli stabilizzatori della coda verticali ed orizzontali che gli pterosauri non avevano. Il modello aveva anche una coda fin troppo lunga, modificando la distribuzione dei pesi.

### Dimensioni

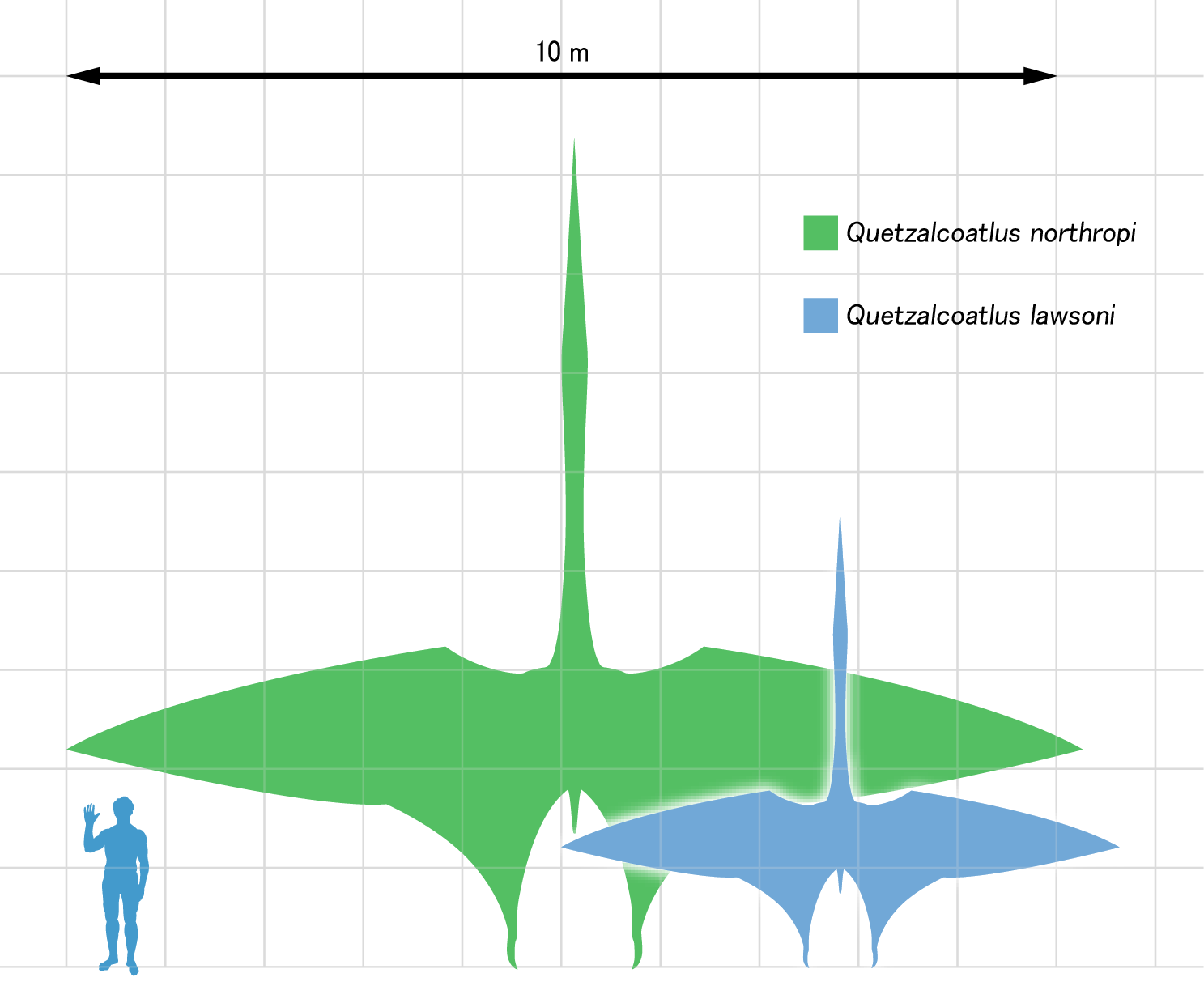
Dimensioni di Quetzalcoatlus northropi (verde) e Quetzalcoatlus sp. (blu), a confronto con un uomo

Gli pterosauri includono gli animali volanti più grandi mai vissuti sulla terra. Per questo occupavano una vasta gamma di habitat che variavano dalle coste marine a laghi, pianure e foreste, e da questo dipendevano anche le loro dimensioni. Il più piccolo pterosauro noto è il minuscolo Nemicolopterus crypticus con un'apertura alare di circa 250 mm (10 pollici). Il campione dell'animale potrebbe comunque essere un cucciolo o un subadulto, e gli adulti potrebbero essere stati più grandi.
Di seguito è riportato un elenco di tutti i più grandi pterosauri conosciuti finora (2017):
1. Quetzalcoatlus northropi 7-13 metri (33-36 piedi)[30][70]
2. Arambourgiania philadelphiae 10-11 metri (23-43 piedi)[71][72]
3. Hatzegopteryx thambema 10-11 metri (33-36 piedi)[70]
4. Cryodrakon boreas 10 metri (33 piedi)
5. Esemplare non descritto dalla Mongolia 10 metri (33 piedi)[73][74]
6. Esemplare non descritto (UNCUYO-LD 350) 9,1 metri (30 piedi)[75]
7. Tropeognathus mesembrinus 8,2 metri (27 piedi)[76]
8. Geosternbergia maysei 7,25 metri (24 piedi)[77]
9. Coloborhynchus capito 7 metri (23 piedi)[78]
10. Moganopterus zhuiana 7 metri (23 piedi)[79]
11. Pteranodon longiceps 6,25 metri (20.5 piedi)[77]
12. Tupuxuara longicristatus 6 metri (20 piedi)[32]
13. Santanadactylus araripensis 5,7 metri (19 piedi)[80]
14. Cearadactylus atrox 5,5 metri (18 piedi)[80]
15. Caulkicephalus trimicrodon 5 metri (16 piedi)[81]
16. Istiodactylus latidens 5 metri (16 piedi)[80]
17. Lacusovagus magnificens 5 metri (16 piedi)[82]
18. Liaoningopterus gui 5 metri (16 piedi)
19. Phosphatodraco mauritanicus 5 metri (16 piedi)
20. Anhanguera sp. 4,5 metri (15 piedi)[83]

Alcune specie di pterosauri crebbero fino a dimensioni eccezionali che influirono sulla loro capacità di volo. La maggior parte degli pterosauri aveva dimensioni medie-piccole che non superavano i 9 metri (30 piedi) di apertura alare. Tuttavia anche il più grande pterosauro pesava al massimo 250 chilogrammi (550 libbre). A confronto, l'albatros urlatore ha la più grande apertura alare tra gli uccelli viventi, con 3,5 metri (11 piedi) di apertura alare, ma di solito ha un peso inferiore a 12 kg (26 libbre). Ciò indica che i più grandi pterosauri possono aver avuto alti carichi alari come gli uccelli moderni (a seconda del profilo alare), la qual cosa va ad incidere sul metodo di volo dei vari pterosauri, che differiva da quello degli uccelli.
Un tempo si pensava che gli pterosauri potessero alzarsi in volo solo grazie alla densa e calda atmosfera del Cretaceo superiore. Oggi è generalmente accettato che anche gli pterosauri più grandi potevano mantenersi in volo grazie alla sacche d'aria presenti nelle membrane alari, e ai potenti muscoli delle braccia, che a terra permettevano agli pterosauri sia di decollare facilmente sia di camminare in posizione quadrupede, come i moderni pipistrelli.

### Sacche d'aria e respirazione

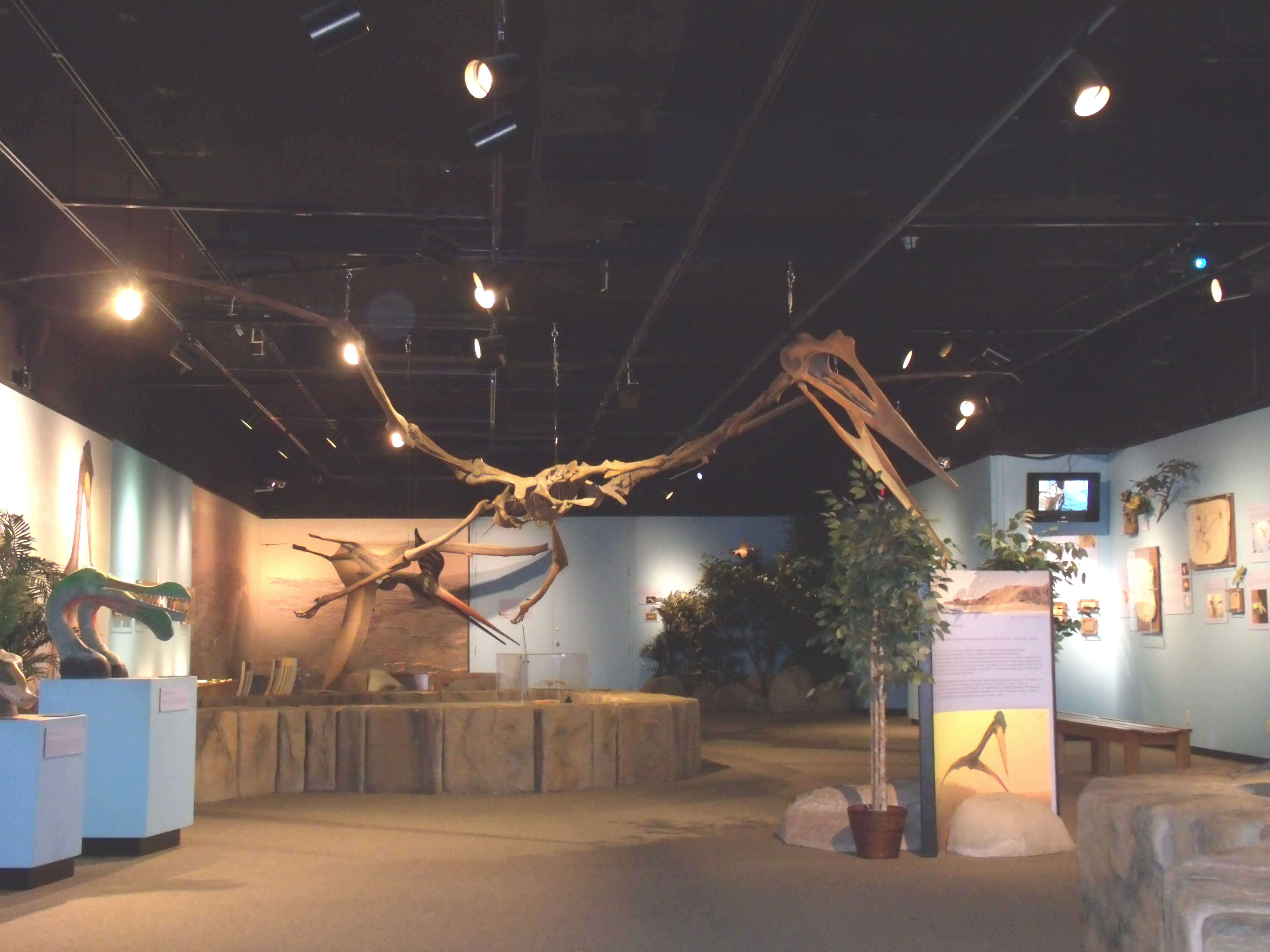
Alcuni scheletri di pterosauri in mostra all'Arizona Museum of Natural History, in Mesa Arizona

Uno studio del 2009 ha dimostrato che gli pterosauri avevano un ampio sistema di sacche d'aria e una pompa di respirazione scheletrica controllata con precisione, che supportava un modello di ventilazione polmonare analogo a quella degli uccelli. La presenza di un sistema aerifero sottocutaneo in almeno alcuni pterodactyloidi avrebbe ulteriormente ridotto la densità dell'animale in volo.
Come i coccodrilli moderni, gli pterosauri sembrano aver avuto un pistone epatico, visto che le loro cinture scapolari e pettorali erano troppo rigide per spostare lo sterno come gli uccelli e che possedevano una forte gastralia. In questo modo, il loro sistema respiratorio presentava caratteristiche paragonabili a entrambi i moderni cladi di archosauri.

### Sistema nervoso
Uno studio a raggi X, della cavità cerebrale di alcuni pterosauri ha rivelato che questi animali (Rhamphorhynchus muensteri e Anhanguera santanae) avevano dei massicci flocculi. Il flocculo è una regione del cervello che integra i segnali di articolazioni, muscoli, pelle e organi di equilibrio.
I flocculi degli pterosauri occupavano il 7,5% della massa totale del cervello di questi animali, più che in ogni altro vertebrato. Anche gli uccelli hanno dei flocculi insolitamente grandi rispetto agli altri animali, ma questi occupano solo l'1-2% della massa totale del cervello.
Il flocculo invia segnali neurali che producono piccoli movimenti automatici nei muscoli oculari. Questi mantengono l'immagine costante sulla retina di un animale. È possibile che gli pterosauri avessero flocculi tali a causa delle loro grandi aperture alari. La massa relativamente bassa dei flocculi negli uccelli è anche il risultato del fatto che gli uccelli hanno un cervello molto più grande e complesso; ciò può essere considerato un indizio del fatto che gli pterosauri vivevano in un ambiente strutturalmente più semplice o non avevano comportamenti complessi come quelli degli uccelli. Recenti studi su coccodrilli e altri rettili dimostrano che è comune per un sauropsida raggiungere livelli elevati di intelligenza con cervelli piccoli.
Studi effettuati sul calco del cranio di Allkaruen mostrano che l'evoluzione del cervello negli pterodactyloidi è stato un processo modulare.

### Movimento a terra

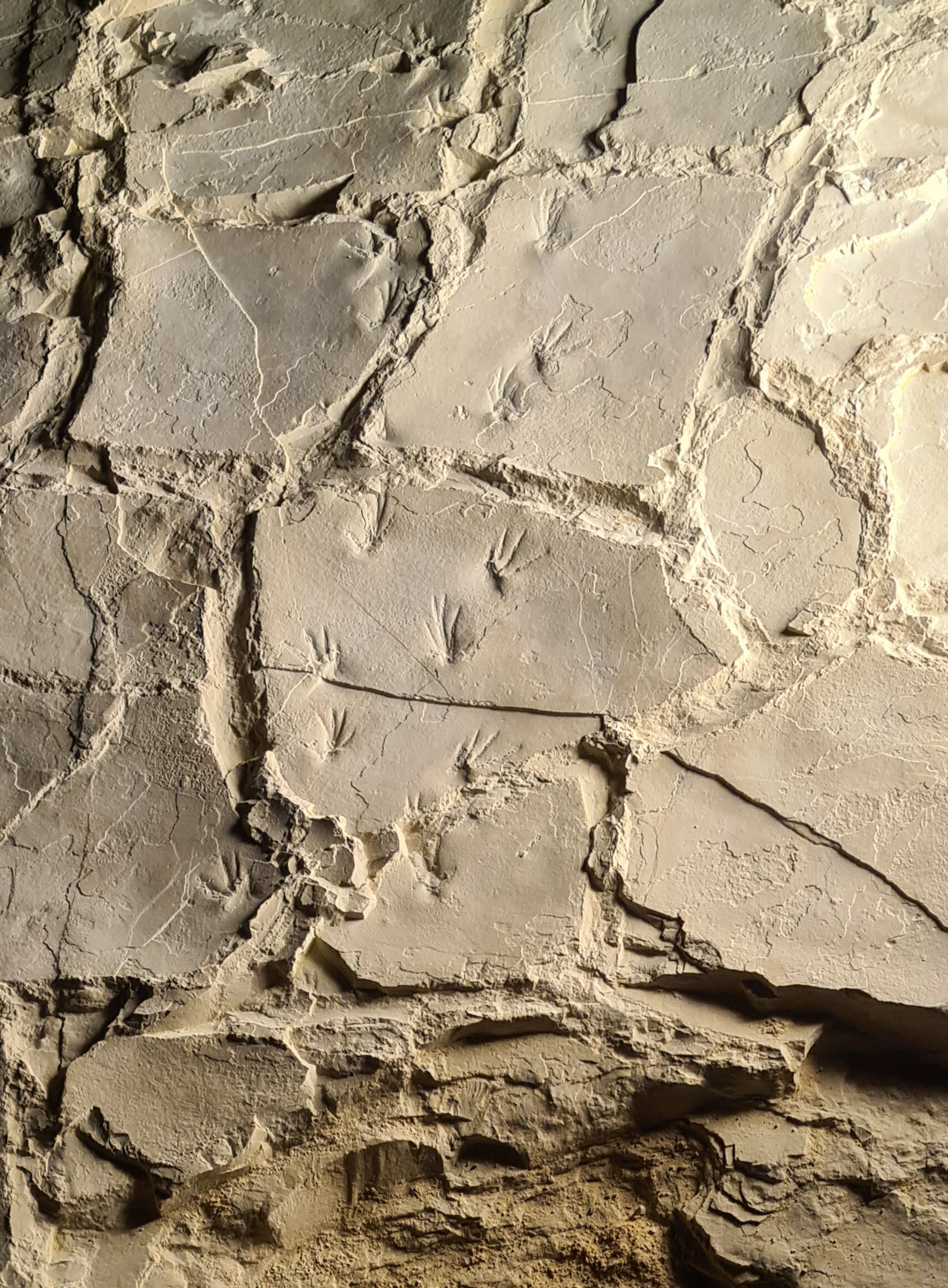
Impronte fossili a Pterosaur Beach (Francia)

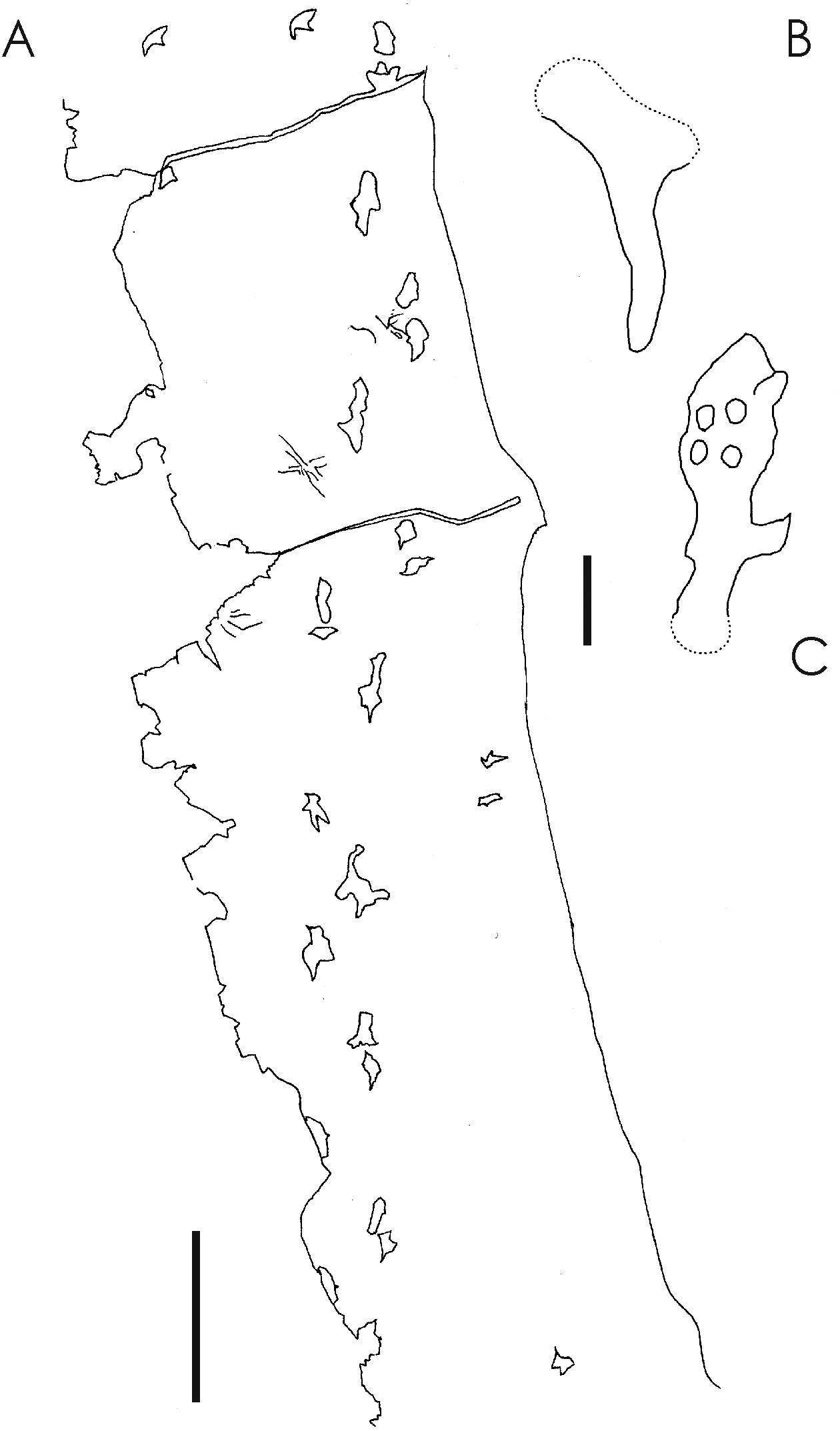
Probabili impronte fossili dell'azhdarchide Haenamichnus uhangriensis

L'articolazione dell'anca negli pterosauri è orientata leggermente verso l'alto, e la testa del femore (l'osso della coscia) è solo moderatamente rivolto verso l'interno, il che suggerisce che gli pterosauri avevano una posizione eretta. Sarebbe stato tuttavia possibile per loro sollevare le cosce in posizione orizzontale durante il volo, come fanno le lucertole mentre planano.
Negli anni, c'è stato un notevole dibattito sulla deambulazione terrestre degli pterosauri, che venivano visti da alcuni come quadrupedi e da altri come bipedi. Nel 1980 il paleontologo Kevin Padian ha suggerito che gli pterosauri più piccoli con arti posteriori più lunghi, come il Dimorphodon, potevano facilmente camminare o addirittura correre in posizione bipede, oltre che volare, come i moderni corridori della strada. Tuttavia, sono state ritrovate numerose impronte fossili di pterosauro, che mostrano le distintive zampe posteriori a quattro dita e le zampe anteriori alate a tre dita; queste sono le inconfondibili impronte di uno pterosauro che cammina a quattro zampe.
Le impronte fossili mostrano che tutti gli pterosauri erano plantigradi, ossia poggiavano tutto il piede a contatto con il terreno, in modo simile a molti mammiferi come gli umani e gli orsi. Le impronte degli azhdarchidi e quelle di altre diverse specie non identificate mostrano che gli pterosauri camminavano con una postura eretta con i loro quattro arti tenuti quasi verticalmente sotto il corpo, una posizione di alta efficienza energetica utilizzata dalla maggior parte degli uccelli e dei mammiferi moderni, piuttosto che gli arti allargati dei rettili moderni.
Anche se tradizionalmente raffigurati come goffi e impacciati quando a terra, l'anatomia di alcuni pterosauri (in particolare i pterodactyloidi) suggerisce che quest'ultimi erano camminatori competenti e forse anche corridori. In origine si pensava che anche i primi pterosauri fossero impacciati a terra a causa della presenza di un grande cruropatagio, ma oggi si pensa che anch'essi fossero efficienti anche a terra.

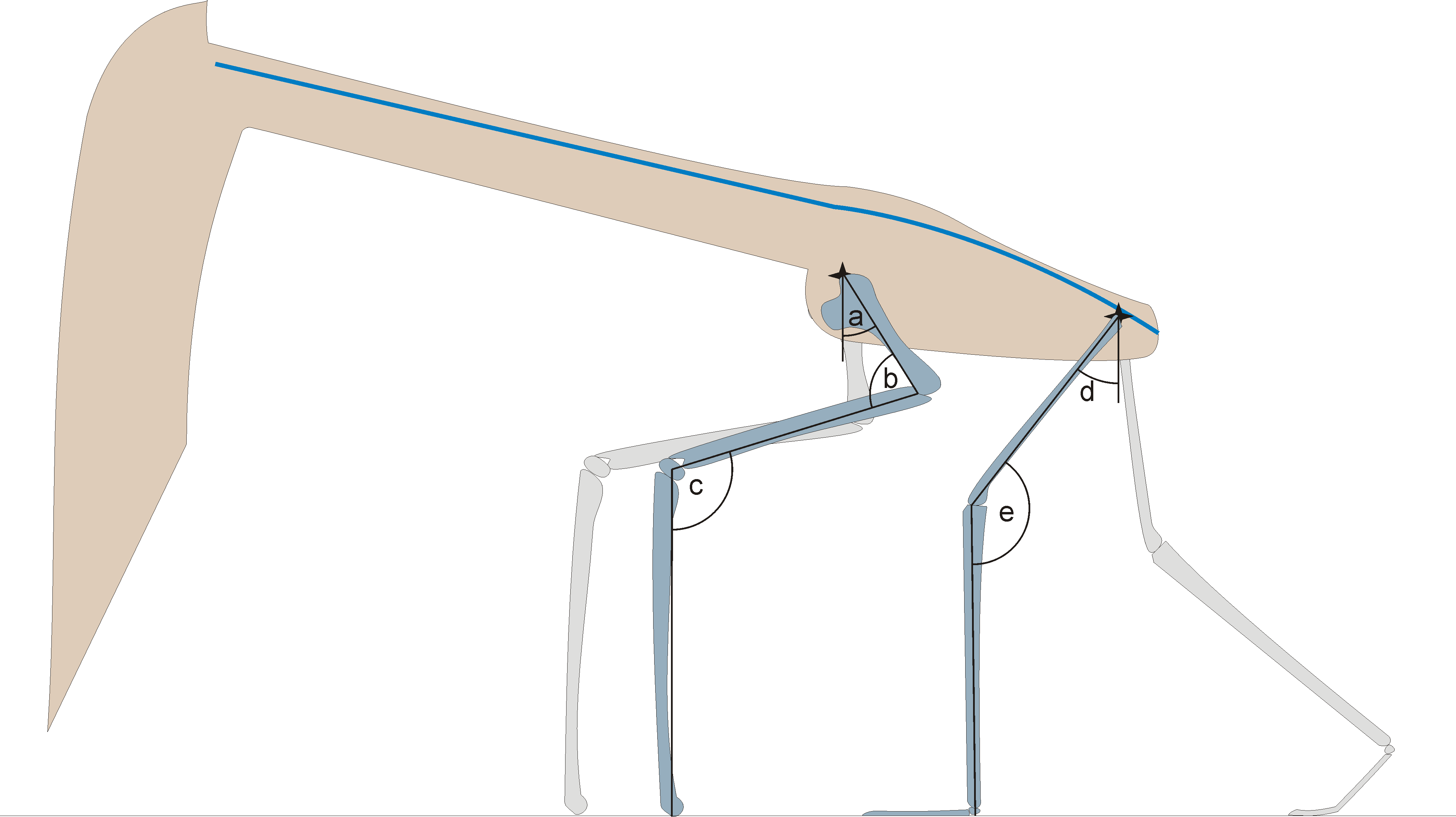
Ricostruzione di una postura di nutrimento a terra, in un azhdarchide con gli arti saggittalmente allineati

Le ossa degli arti anteriori degli azhdarchidi e degli ornithocheiridi erano insolitamente lunghe rispetto agli altri pterosauri, e negli azhdarchidi, le ossa del braccio e della mano (metacarpo) erano particolarmente allungate. Inoltre, nel loro insieme, gli arti anteriori degli azhdarchidi erano proporzionatamente più simili agli arti anteriori di alcuni mammiferi ungulati, garantendo quindi un'ottima locomozione terrestre. Gli arti posteriori, invece, non erano adatti per l'alta velocità, ma erano ben più lunghi rispetto alla maggior parte degli pterosauri e consentivano un buon passo. Probabilmente gli azhdarchidi non potevano realmente correre, ma erano comunque relativamente veloci ed efficienti a terra.
La dimensione relativa delle mani e dei piedi degli pterosauri (a confronto con animali moderni, come gli uccelli) può indicare lo stile di vita degli pterosauri a terra. Gli pterosauri azhdarchidi avevano piedi e mani di dimensioni relativamente modeste rispetto alle loro dimensioni corporee e alla lunghezza delle gambe, con la lunghezza del piede di circa il 25% -30% della lunghezza della gamba. Ciò suggerisce che gli azhdarchidi erano più adatti a camminare sul terreno asciutto, relativamente solido. Lo Pteranodon aveva piedi leggermente più grandi (circa il 47% della lunghezza della tibia), mentre gli pterosauri filtratori, come i ctenochasmatoidi avevano i piedi più grandi (il 69% della lunghezza della tibia in Pterodactylus, l'84% in Pterodaustro), adattati quindi a camminare su un terreno morbido e fangoso, in modo simile ai moderni uccelli trampolieri.
Anche se gli pterosauri chiaramente esercitavano una maggiore pressione sui più robusti arti anteriori, negli pterosauri più primitivi gli arti posteriori erano ben adatti a saltare, suggerendo un collegamento con gli arcosauri quali Scleromochlus.

### Dieta e abitudini alimentari

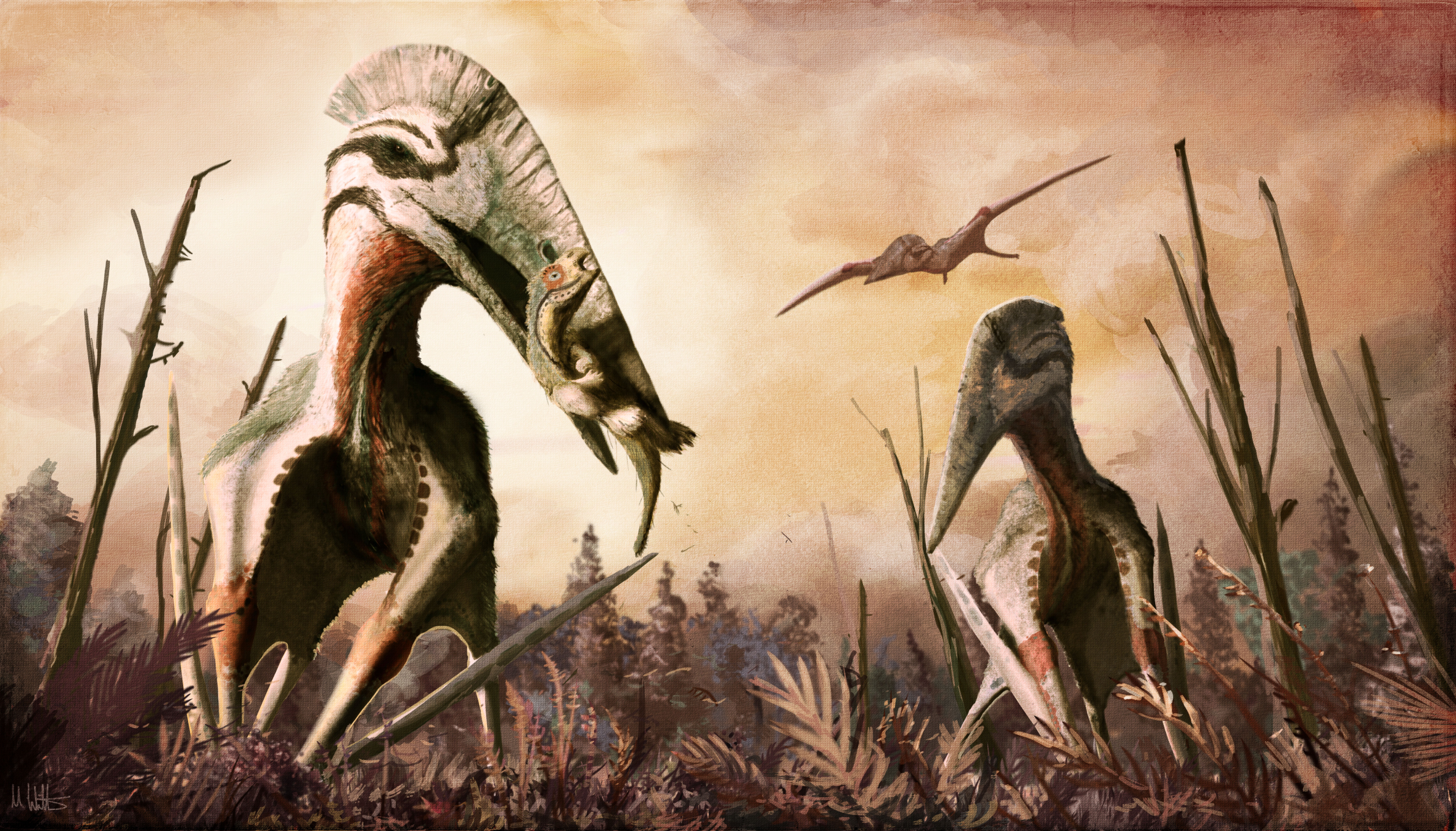
Ricostruzione di un gruppo di Hatzegopteryx sp. mentre cacciano un Zalmoxes

Tradizionalmente, si pensa che quasi tutti gli pterosauri fossero piscivori, ossia mangiatori di pesce, una visione che domina ancora oggi la cultura popolare. In realtà la maggior parte degli pterosauri occupava differenti nicchie ecologiche: essi divennero carnivori terrestri o insettivori.
Uno dei pochi gruppi che non sono mai stati identificati come piscivori, sono gli anurognathidi; questa famiglia di piccoli pterosauri vennero subito visti come animali notturni e insettivori, una visione mantenuta ancora oggi. Con articolazioni altamente flessibili sul dito dell'ala, un'ampia superficie alare triangolare, grandi occhi e coda corta, questi pterosauri sono stati subito equiparati ai moderni pipistrelli insettivori, essendo in possesso di un'elevata manovrabilità a velocità relativamente basse.
In passato, il Dimorphodon era immaginato come un analogo preistorico della pulcinella di mare, ma la struttura della mascella e l'andatura, in combinazione con le sue deboli capacità di volo, indicano che si trattava di un cacciatore terrestre/semi-arboreo. Probabilmente era un predatore di piccoli mammiferi e rettili, e forse anche grossi insetti.
Il Campylognathoides è visto più comunemente come un predatore terrestre di piccoli vertebrati, a causa della sua dentatura robusta in grado di erogare morsi mortali ai piccoli tetrapodi. Un'altra ipotesi è che si trattasse di un carnivoro aereo, che cacciava altri pterosauri o predava in picchiata piccoli vertebrati terrestri. La prova di tale comportamento è il robusto omero e la morfologia dell'ala piuttosto alta, simile a quella dei falchi, che fornirebbe la velocità, l'agilità e la potenza per inseguire e cacciare prede anche in volo.
Gli Eudimorphodonti possono essere suddivisi in due grandi categorie: quelli con ali lunghe e robuste simile a Campylognathoides, e quelli con lunghe ali sottili. Specie la prima categoria, di cui fanno parte Carniadactylus ed Eudimorphodon, erano animali volanti agili e veloci. Il primo era quasi certamente insettivoro, grazie alle sue piccole dimensioni; il fossile di Eudimorphodon è stato rinvenuto con dei resti di pesce all'interno dello stomaco, ma è anche vero che sia i carnivori che gli onnivori possono cibarsi di pesce, quindi la sua dieta è ancora incerta. Invece, le specie dalle ali sottili, come l'Austriadactylus e il Raeticodactylus, erano probabilmente terrestri/semi-arboricole. La dentatura dell'Austriadactylus sembra essere particolarmente adatta per mangiare piccoli tetrapodi. Il Raeticodactylus, invece, aveva un morso relativamente potente, il che indica un adattamento verso cibi duri. Va notato che tutti gli eudimorphodonti possedevano denti molariformi ben sviluppati e che avrebbero potuto masticare il loro cibo, infatti sia Austriadactylus sia Eudimorphodon avevano un paio di questi denti molariformi sviluppatisi in zanne allargate.
Anche i Rhamphorhynchidi possono essere approssimativamente classificati in due categorie: quelli con ali lunghe e strette, denti aghiformi e lunghe mascelle sottili, rappresentati dalle specie Rhamphorhynchus e Dorygnathus. Questi taxa erano prevalentemente piscivori. L'altro gruppo aveva robuste mascelle, ed è rappresentato da specie come Sericipterus, Scaphognathus e Harpactognathus, che avevano mascelle e denti più robusti e brevi, e ali più ampie. Probabilmente erano pterosauri predatori semi-terrestri di vertebrati più piccoli o generalisti come i corvidi.
I Wukongopteridi, come il Darwinopterus, furono subito catalogati come predatori aerei; tuttavia, nonostante la struttura robusta della mascella e i muscoli del volo potenti, possono far pensare ad una dieta carnivora che comprendesse anche piccoli dinosauri; oggi questi animali sono più visti come insettivori arboricoli o semi-terrestri. In particolare, il Darwinopterus robustidens sembra essere stato uno specialista nel cibarsi di coleotteri.

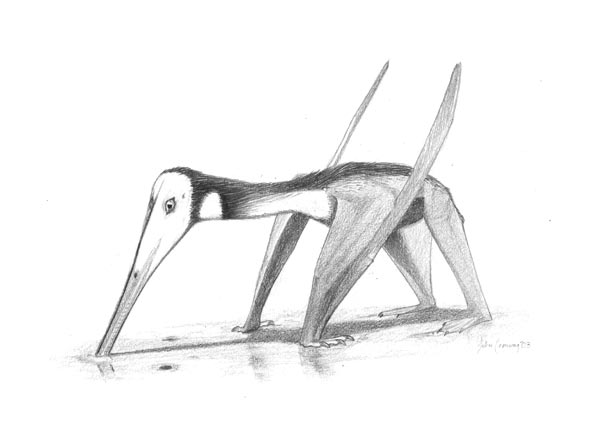
Ricostruzione obsoleta dello stile di caccia di Pterodactylus sp., basata su tracce fossili lasciate nel fango dal becco di uno pterosauro non identificato

Tra gli pterodactyloidi vi era una grande variazione nella dieta. Pteranodontia conteneva molti taxa piscivori, come ad esempio gli ornithocheiridi, i boreopteridi, gli pteranodontidi e i nyctosauridi. Tuttavia, nonostante tutti questi generi si nutrissero di pesce, c'erano diverse nicchie ecologiche per ciascun clado: gli ornithocheiridi e i nyctosauri erano animali pelagici che passavano tutta la vita in mare aperto, come le moderne fregate, mentre i boreopteridi preferivano le acque dolci ed erano animali da immersione come i moderni cormorani, infine gli pteranodontidi erano pterosauri sia pelagici sia costieri che effettuavano brevi immersioni subacquee come le moderne sule e i pellicani. Eccezionalmente in questo gruppo, gli istiodactylidi erano pterosauri carnivori terrestri, e probabilmente svolgevano il ruolo di spazzini.
Al contrario, gli Azhdarchoidi erano per lo più pterosauri terrestri. I Tapejaridi sono considerati pterosauri onnivori terrestri, che si nutrivano sia di frutti, semi e vegetazione, sia di pesce, piccoli insetti e vertebrati.
I Dsungaripteridi sono tradizionalmente pensati come pterosauri specializzati per nutrirsi di molluschi, grazie alle loro potenti mascelle, ideali per schiacciare e rompere i duri gusci dei molluschi e dei crostacei. Anche se questo rimane il punto di vista dominante sulla dieta dei dsungaripteridi, oggi molti credono che questi pterosauri fossero onnivori generalisti che si nutrivano di una gran varietà di cibi duri, inoltre sembra che i dsungaripteridi fossero più adatti alla locomozione terrestre.
I Thalassodromidi erano carnivori terrestri. La specie tipo, il Thalassodromeus, era pressoché incapace di pescare come gli altri pterosauri e non era nemmeno piscivoro. Invece, sembra essere stato un pterosauro insolitamente predatore, che inseguiva e cacciava anche grandi prede, comprese quelle troppo grandi per essere inghiottite intere. A supporto di tale ipotesi vi è l'estrema somiglianza nella forma della mascella di Thalassodromeus con quella dei phorusrhacidi.
Gli Azhdarchidi sono ormai ben noti per essere stati predatori terrestri specializzati, come i moderni buceri e marabù, che mangiavano qualsiasi preda potessero ingoiare intera. Due importanti eccezioni sono l'Hatzegopteryx, che era un predatore raptoriale robustamente costruito che cacciava prede di grandi dimensioni, tra cui i dinosauri nani; e l'Alanqa, un azhdarchide fortemente specializzato nel nutrirsi di molluschi, mentre sembra che gli esemplari più giovani si nutrissero di piccoli animali.
I Lonchodectidi sono noti per aver avuto proporzioni corporee simili a quelle degli azhdarchoidi, e probabilmente avevano uno stile di vita terrestre simile. I lonchodectidi sono noti per la loro dentatura piuttosto insolita, tuttavia, con il possibile membro Prejanopterus, in possesso di una mascella superiore bizzarramente curva, si potrebbe ipotizzare un certo stile di vita specializzato.

### Predatori naturali
Nonostante la loro supremazia nei cieli, a terra gli pterosauri non erano privi di predatori naturali, e spesso venivano predati dai teropodi. Il 1º luglio 2004, sulla rivista Nature, il paleontologo Eric Buffetaut descrisse un fossile risalente al Cretaceo, composto da tre vertebre cervicali di un pterosauro in cui era conficcato un dente rotto di una spinosauride, molto probabilmente un Irritator, incorporato in esso. Le vertebre vennero mangiate e furono esposte alla digestione.
Sembra che anche il piccolo maniraptora Saurornitholestes si sia nutrito di un azhdarchide, probabilmente un giovane Quetzalcoatlus, anche se probabilmente si tratta di un caso di saprofagia. Nel 2012 alcuni ricercatori descrissero un esemplare di Velociraptor con l'osso di uno pterosauro azhdarchide nel ventre. Ciò fu interpretato come un altro esempio di saprofagia da parte del Velociraptor.
Anche quando gli pterosauri andavano a pescare in mare aperto potevano divenire facilmente preda di mosasauri, squali e plesiosauri, come confermato da un fossile ritrovato nella Formazione Niobrara, che mostra ossa di pterosauro nello stomaco di un plesiosauro.

### Riproduzione e crescita

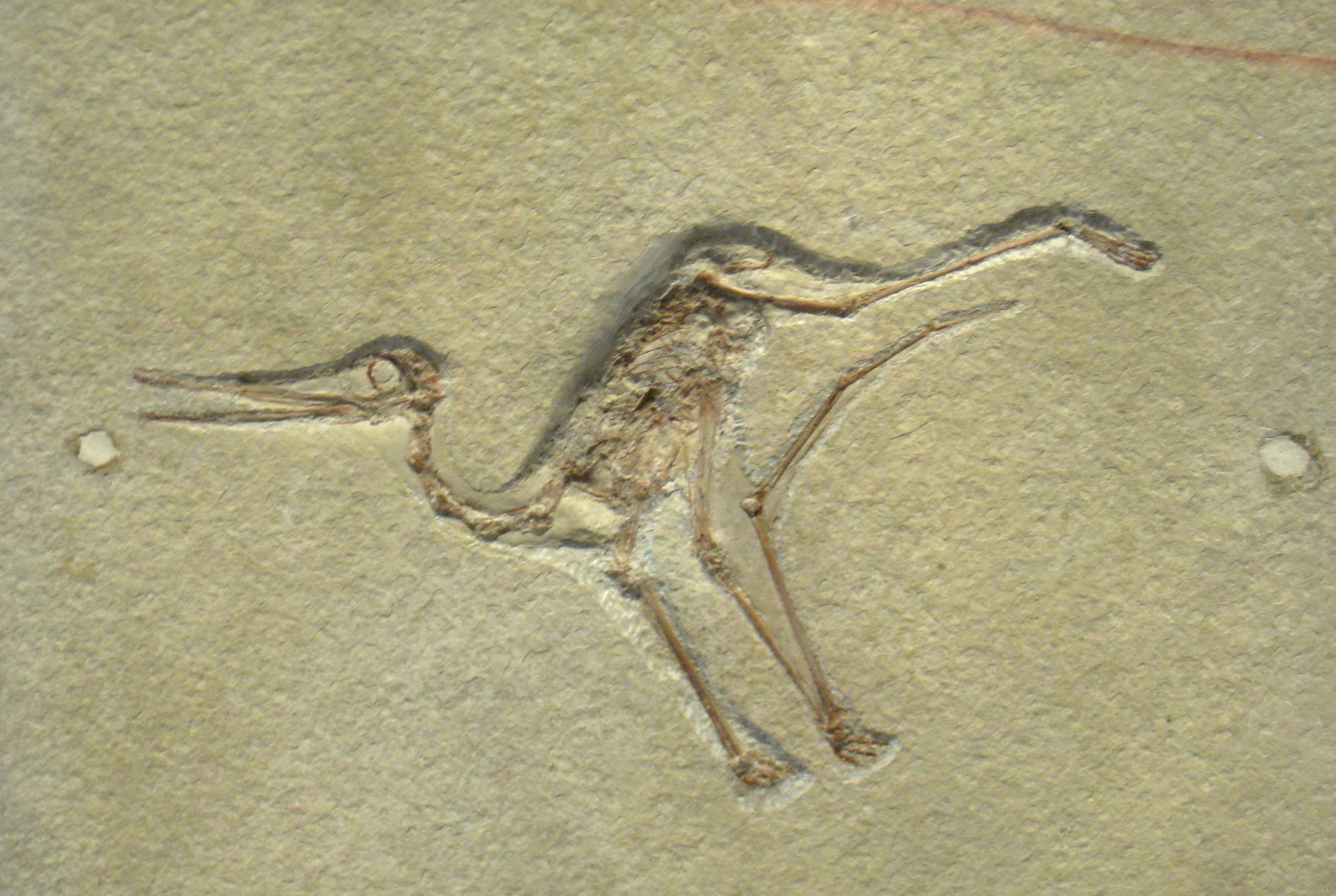
Fossile di un cucciolo di pterodactyloide, dai Calcari di Solnhofen

Si sa molto poco circa la riproduzione degli pterosauri, e le loro uova sono estremamente rare. Il primo uovo di pterosauro noto è stato ritrovato nelle Cave di Liaoning, lo stesso luogo in cui sono stati ritrovati diversi dinosauri piumati. L'uovo è stato schiacciato in modo piatto senza segni di cedimento, rendendo così evidente che le uova degli pterosauri avevano gusci molli, come quelle di alcuni rettili. L'uovo è attribuito allo pterosauro Darwinopterus, descritto nel 2011. L'uovo aveva un guscio molle come le uova di alcuni rettili, ma a differenza di quelle degli uccelli, era abbastanza piccolo rispetto alle dimensioni della madre. Nel 2014 sono state ritrovate ben cinque uova non schiuse, attribuite alla specie Hamipterus tianshanensis, in un deposito del Cretaceo nella Cina nordoccidentale. L'esame del guscio delle uova al microscopio elettronico a scansione ha mostrato la presenza di un sottile strato calcareo con una membrana al di sotto. Uno studio sulla struttura del guscio degli pterosauri e un'analisi chimica pubblicata nel 2007 ha indicato che è probabile che gli pterosauri seppellissero le loro uova, come i moderni coccodrilli e tartarughe. La sepoltura delle uova presentava diversi vantaggi per la prima evoluzione di pterosauri, in quanto consentiva agli pterosauri di liberarsi del peso delle uova. Tuttavia questo tipo di nidificazione presentava anche degli svantaggi, in quanto limitava la varietà di ambienti in cui gli pterosauri potevano vivere, e può anche averli svantaggiati quando cominciarono ad affrontare la concorrenza ecologica degli uccelli.
L'esemplare di Darwinopterus femmina (noto come "Mrs T") mostra che almeno alcuni pterosauri avevano una coppia di ovaie funzionali, in contrapposizione al singolo ovivario funzionale degli uccelli, respingendo la riduzione delle ovaie funzionali come requisito per il volo sostenuto.
Negli embrioni studiati nelle uova, le membrane alari erano perfettamente sviluppate, il che suggerisce che i piccoli pterosauri erano in grado di volare subito dopo la nascita. In passato, alcuni fossili di pterosauri molto giovani o con poco più di una settimana (chiamati "flaplings") sono stati classificati come specie a parte di diverse famiglie di pterosauri, tra cui pterodactylidi, rhamphorhinchidi, ctenochasmatidi e azhdarchidi. Tutte le ossa preservate dagli individui più giovani mostrano un grado relativamente elevato di ossificazione rispetto alla loro età, e una proporzione dell'ala molto simile a quella degli adulti. Inoltre, i "flaplings" si trovano normalmente negli stessi sedimenti in cui vengono ritrovati gli adulti e i giovani della stessa specie, come ad esempio i giovani Pterodactylus e Rhamphorhynchus ritrovati nei Calcari di Solnhofen, in Germania, e i giovani Pterodaustro, in Brasile. Tutti i fossili vengono ritrovati in un ambiente acquatico ben lontano dalla riva.
Non è noto se gli pterosauri praticassero una qualche forma di cura parentale. Tuttavia, la capacità dei neonati di volare appena usciti dall'uovo e i numerosi giovani ritrovati lontano dai loro nidi accanto agli adulti, ha portato la maggior parte dei ricercatori, tra cui Christopher Bennett e David Unwin, a concludere che i giovani erano dipendenti dai loro genitori per un periodo relativamente breve, nel corso del quale crescevano molto rapidamente, mentre le loro ali crescevano abbastanza per permettergli di volare, e di lasciare il nido per badare a se stessi, possibilmente entro pochi giorni dalla schiusa. In alternativa, i piccoli potevano nutrirsi del tuorlo del proprio uovo durante i loro primi giorni di vita, come i rettili moderni, piuttosto che dipendere dai genitori per l'alimentazione.
I tassi di crescita degli pterosauri, una volta nati, variano a seconda dei diversi gruppi di appartenenza. Nei più primitivi pterosauri dalla coda lunga (i "rhamphorhynchoidi"), come Rhamphorhynchus, il tasso medio di crescita durante il primo anno di vita era dal 130% al 173%, leggermente più veloce rispetto al tasso di crescita degli alligatori. La crescita in queste specie rallentava dopo la maturità sessuale, e ci sarebbero voluti più di tre anni per un Rhamphorhynchus per raggiungere le dimensioni massime. Al contrario, i più evoluti e grandi pterodactyloidi, come lo Pteranodon, crescevano fino alle dimensioni degli adulti entro il loro primo anno di vita. Inoltre, gli pterodactyloidi avevano una crescita determinata, il che significa che gli animali una volta raggiunte le dimensioni massime smettevano di crescere.

### Stile di vita
Il confronto tra gli anelli sclerali degli pterosauri e quelli degli uccelli e dei rettili moderni, è stato utilizzato per dedurre lo stile di vita degli pterosauri. I generi di pterosauro Pterodactylus, Scaphognathus e Tupuxuara sono stati indicati come animali diurni, mentre pterosauri come Ctenochasma, Pterodaustro e Rhamphorhynchus sono stati indicati come notturni, laddove Tapejara è indicato come cathemerale, ossia un animale attivo durante il giorno per brevi intervalli. Di conseguenza, animali mangiatori di pesce come lo Ctenochasma e il Rhamphorhynchus avevano uno stile di vita più simile a quello degli uccelli marini notturni moderni, mentre gli pterosauri filtratori come lo Pterodaustro avevano uno stile di vita più simile a quello dei moderni uccelli anseriformi, che si nutrono di notte. Il differente stile di vita degli pterosauri di Solnhofen, quali Ctenochasma, Rhamphorhynchus, Scaphognathus e Pterodactylus indica che questi animali occupavano nicchie ecologiche differenti e pertanto non entravano mai in competizione per il cibo.

## Nella cultura di massa

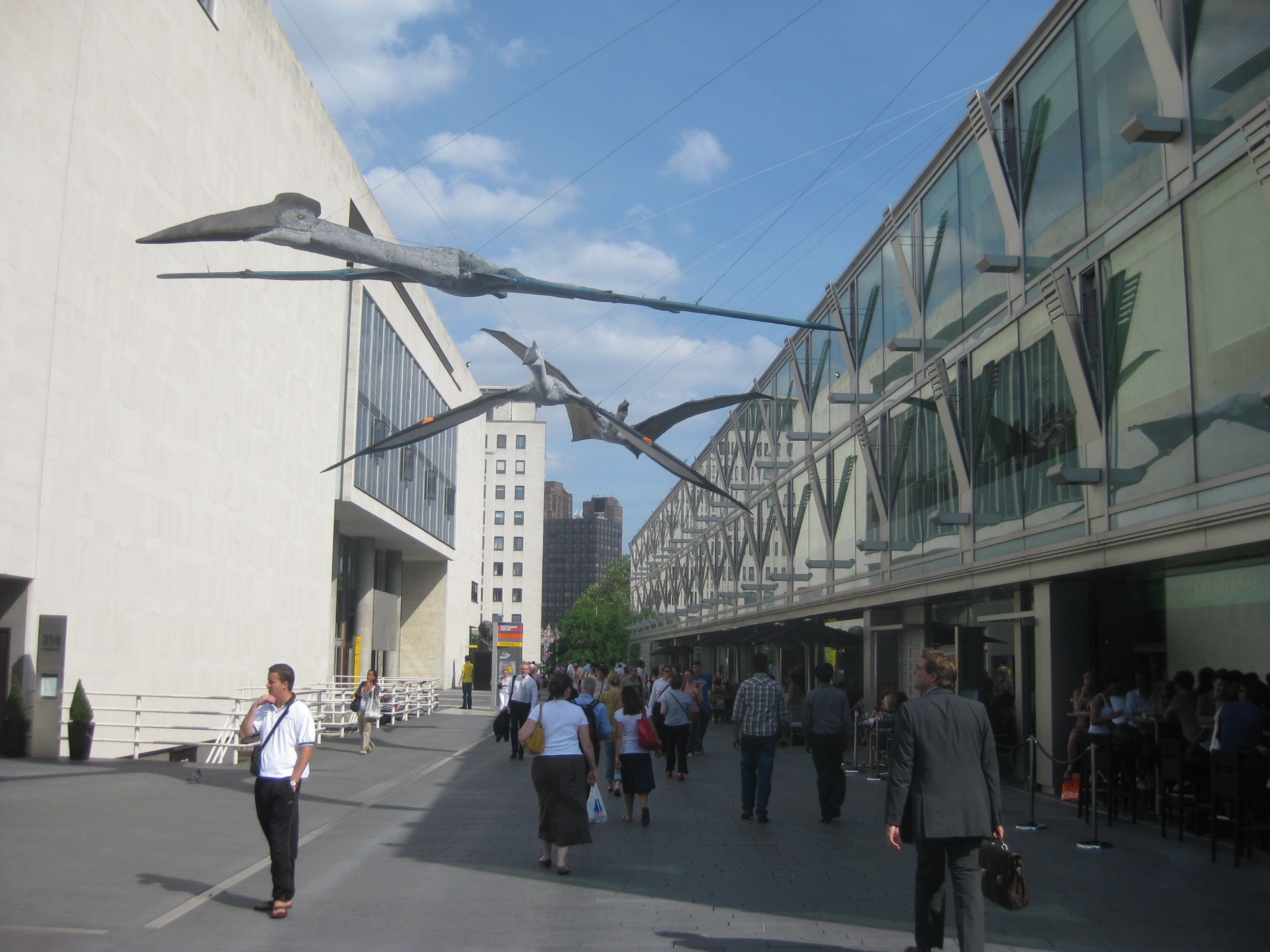
Modelli espositivi di Quetzalcoatlus, alla South Bank for the Royal Society per il suo 350º anniversario

Gli pterosauri sono sempre stati un punto fermo nella cultura popolare dei dinosauri, ed insieme a loro sono sempre presenti (anche se in misura minore) in film, libri o qualunque altro ambiente del mondo preistorico. Purtroppo, mentre le rappresentazioni dei dinosauri nei media popolari è cambiata radicalmente in risposta ai progressi della paleontologia, il modo di vedere questi animali è rimasto antiquato ed obsoleto fino alla metà del XX secolo.
Nei media questi animali vengono comunemente chiamati "pterodattili", termine generico usato per indicare qualunque specie di rettile volante, sebbene gli animali raffigurati siano sempre lo Pteranodon o il Rhamphorhynchus, o un orribile ibrido romanzato tra i due. Molti giocattoli per bambini e cartoni animati contengono "pterodattili" ibridi con le dimensioni e la cresta da Pteranodon e la coda e i denti di Rhamphorhynchus, una combinazione di caratteri mai esistita in natura. Tuttavia, almeno una specie di pterosauro, il Ludodactylus, aveva effettivamente le fattezze di uno Pteranodon ma con il becco dentato, e senza la lunga coda. Il nome stesso Ludodactylus significa "dito giocattolo" per la sua somiglianza con i vecchi e imprecisi giocattoli per bambini. Inoltre, alcune raffigurazioni degli pterosauri li identificano in modo errato come "uccelli" o ancor peggio "uccelli preistorici", quando nella vita reale gli pterosauri erano rettili volanti. Un altro clamoroso errore è l'errata credenza che gli pterosauri siano gli antenati degli uccelli, quando in realtà gli uccelli discendono dai dinosauri teropodi.
Gli pterosauri sono stati utilizzati nella narrativa, come nel romanzo di Arthur Conan Doyle Il mondo perduto (1912), e nel successivo adattamento cinematografico (1925). A seguito del successo de Il mondo perduto, sono stati girati numerosi film con protagonisti dinosauri, pterosauri e altri animali preistorici, tra cui King Kong (1933), e Un milione di anni fa (1966). In quest'ultimo, l'animatore Ray Harryhausen dovette ricostruire le ali degli pterosauri in modo errato dandogli l'aspetto di quelle di un pipistrello, poiché i suoi modelli in stop-motion rischiavano di cadere a pezzi, anche se questo errore era particolarmente comune all'epoca, come purtroppo anche oggi. Gli pterosauri rimasero pressoché assenti da altre apparizioni cinematografiche di rilievo fino al 2001, con Jurassic Park III. Tuttavia, il paleontologo Dave Hone ha notato che, anche dopo anni, gli pterosauri di questo film non erano stati significativamente aggiornati per riflettere le moderne conoscenze di questi animali. Tra gli errori più evidenti, che persistono dagli anni 1960 agli anni 2000, sono: la presenza di denti anche in specie che non li avevano (in Jurassic Park III, gli pterosauri hanno le fattezze di Pteranodon, il cui nome si traduce letteralmente come "ala senza denti"), il comportamento di nidificazione simile a quello degli uccelli, noto per essere errato già nel 2001, ali coriacee anziché membrane tese di fibra muscolare, che erano effettivamente presenti e necessarie per il volo di questi animali.
Il Pokémon Aerodactyl è probabilmente stato ispirato dagli pterosauri.
Nella maggior parte delle loro apparizioni nei media, gli pterosauri sono raffigurati come predatori aerei simili agli uccelli rapaci, che afferrano le proprie vittime umane con i piedi artigliati. Tuttavia, nessuna specie di pterosauro finora conosciuta possiede piedi prensili; tutti gli pterosauri noti hanno piedi piatti, plantigradi senza dita opponibili, spesso poco muscolose e, nel caso di pteranodonti, generalmente di piccole proporzioni. Tuttavia, alcuni pterosauri potrebbero aver avuto tendenze predatorie; il Thalassodromeus possedeva potenti mascelle simili a quelle dei phorusrhacidi, e l'Hatzegopteryx, grazie al grande becco e al collo muscoloso, poteva cacciare anche prede di medie dimensioni.